# A harmadik évezred bíborosainak listája

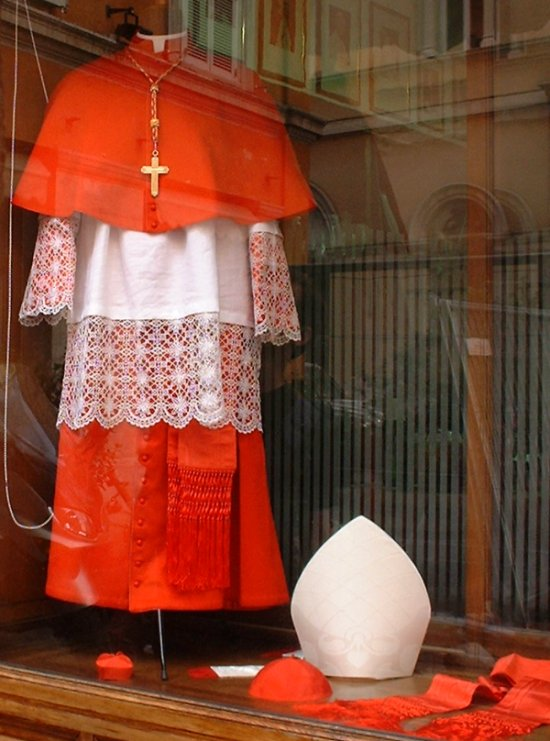
A bíborosok öltözete.

Az alábbi lista a római katolikus egyháznak a harmadik évezredben élő bíborosait tartalmazza. A legrégebben kreált élő bíboros a thaiföldi Michael Michai Kitbunchu, akit II. János Pál pápa nevezett ki bíborosnak 1983. február 2-án. Életkorban legidősebb bíboros az 1925-ben született Angelo Acerbi, a legfiatalabb az 1980. február 13-án született Mikola Bicsok C.Ss.R., az ukránok melbourne-i Szent Péter és Pál eparchiájának püspöke. A legrégebben kinevezett, választójoggal rendelkező bíboros az 1994. november 26-án kreált Vinko Puljić. Legutóbb Ferenc pápa nevezett ki bíborosokat 2024. december 7-én.
A Bíborosi Kollégium összetétele 2025. augusztus 8-án változott Estanislao Esteban Karlic bíboros halálával.
248 élő bíboros van, akik közül 130 választóbíboros. A nyolcvanadik életévüket betöltött bíborosok a konklávén nem vehetnek részt, választójogukat elveszítik.
A bíborosi testület dékánja 2020. január 18-a óta Giovanni Battista Re bíboros, aldékánja pedig Leonardo Sandri bíboros. A protodiakónus bíboros (aki az új pápa személyét a Habemus papam felhívással kihirdeti) 2024. október 28-a óta Dominique Mamberti bíboros.

## Bíborosok kontinensenként

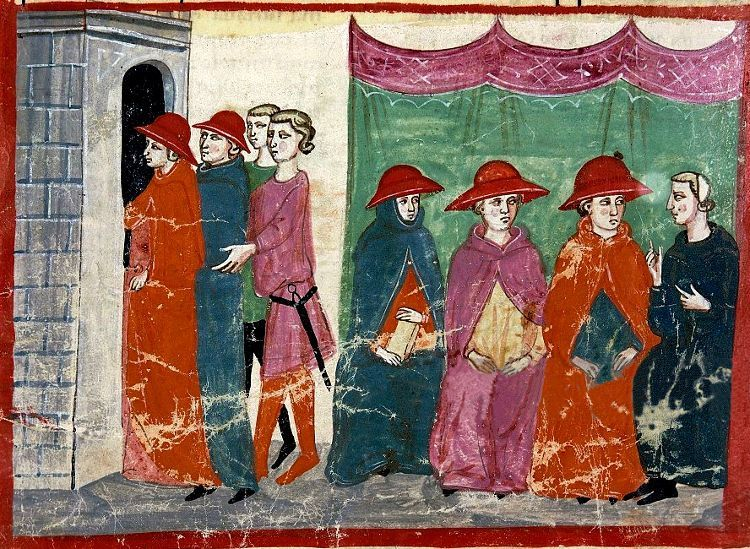
A bíborosok legfontosabb feladata az új pápa megválasztása

| Kontinens     | 80 évesnél fiatalabb, választójoggal rendelkező bíborosok | 80 évesnél fiatalabb, választójoggal rendelkező bíborosok | Összes bíboros (a választójoggal nem rendelkező bíborosokkal) | Összes bíboros (a választójoggal nem rendelkező bíborosokkal) | Kontinens katolikusainak aránya az összes katolikus között |
| Kontinens     | Fő                                                        | %                                                         | Fő                                                            | %                                                             | (százalékban, 2023-ban)                                    |
| ------------- | --------------------------------------------------------- | --------------------------------------------------------- | ------------------------------------------------------------- | ------------------------------------------------------------- | ---------------------------------------------------------- |
| Európa        | 51                                                        | 39,2%                                                     | 113                                                           | 45,6%                                                         | 20,4%                                                      |
| Észak-Amerika | 15                                                        | 11,5%                                                     | 27                                                            | 10,9%                                                         | 6,6%                                                       |
| Közép-Amerika | 4                                                         | 3,1%                                                      | 8                                                             | 3,2%                                                          | 13,8%                                                      |
| Dél-Amerika   | 17                                                        | 13,1%                                                     | 30                                                            | 12,1%                                                         | 27,4%                                                      |
| Ázsia         | 22                                                        | 16,9%                                                     | 37                                                            | 14,9%                                                         | 11,0%                                                      |
| Afrika        | 17                                                        | 13,1%                                                     | 29                                                            | 11,7%                                                         | 20,0%                                                      |
| Óceánia       | 4                                                         | 3,1%                                                      | 4                                                             | 1,6%                                                          | 0,8%                                                       |
| Összesen      | 130                                                       | 100,00%                                                   | 248                                                           | 100,00%                                                       | 100,00%                                                    |

### Bíborosok országonkénti megoszlása
Jelenleg 69 ország rendelkezik választóbíborossal. Az alábbi országok rendelkeznek egynél több választóbíborossal: Olaszország (17), Amerikai Egyesült Államok (9), Brazília (7), Franciaország (5), Spanyolország (4), India (4), Portugália (4), Argentína (4), Kanada (4), Németország (3), Lengyelország (3), Fülöp-szigetek (3), Nagy-Britannia (3), Mexikó (2), Svájc (2), Japán (2), Elefántcsontpart (2).

## A bíborosok kinevezőjük szerint

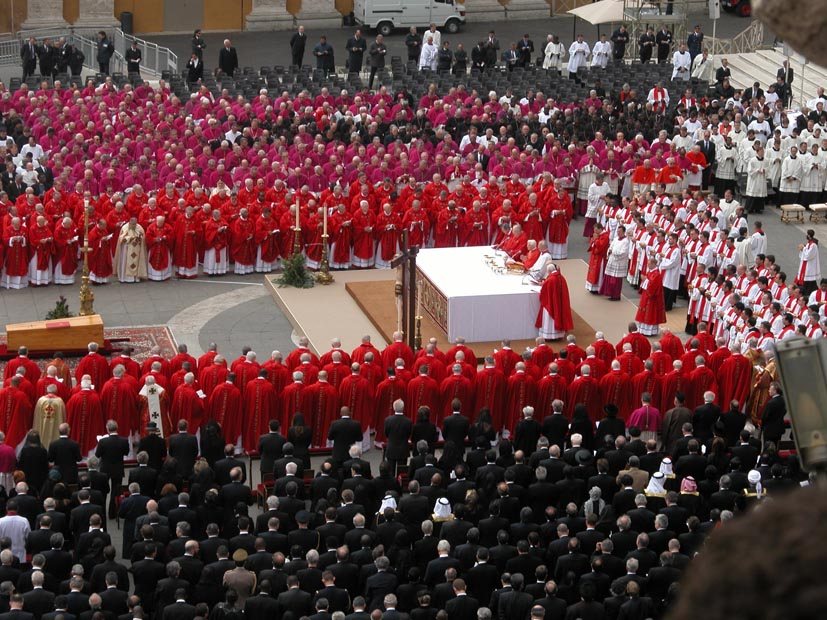
A bíborosi kollégium II. János Pál pápa temetésén

A bíborosi kollégium három rendre oszlik: a püspöki, a presbiteri (vagy gyakran emlegetett nevén papi) és a diakónusi rendre.
| Kinevező személye:                                                        | Püspök – bíboros | Presbiter – bíboros | Diakónus – bíboros | Összes bíboros |
| II. János Pál pápa                                                        | 5 (0)            | 36 (5)              | 0 (0)              | 41 (5)         |
| XVI. Benedek pápa                                                         | 4 (2)            | 56 (18)             | 0 (0)              | 60 (20)        |
| Ferenc pápa                                                               | 3 (2)            | 111 (83)            | 33 (20)            | 147 (105)      |
| Összes bíboros                                                            | 12 (4)           | 203 (106)           | 33 (20)            | 248 (130)      |
| A pápaválasztói joggal rendelkező bíborosok száma a zárójelben található. |                  |                     |                    |                |

## Pápaválasztó joggal rendelkező (80 év alatti) bíborosok
| Fénykép | Címer | Név | Címek, dikasztériumi tagságok | Származási ország               | Születési dátum      | Életkor | Kinevezés            | Kinevező pápa      | Rend | Címtemploma                                                    |
| ------- | ----- | --- | --- | ------------------------------- | -------------------- | ------- | -------------------- | ------------------ | ---- | -------------------------------------------------------------- |
|         |       | José Fuerte Andvincula O.P. | a Manilai főegyházmegye érseke, a Klérusdikasztérium és a Püspöki Dikasztérium tagja | Fülöp-szigetek                  | 1952. március 30.    | 73 éves | 2020. november 28.   | Ferenc pápa        | PRE  | San Vigilio                                                    |
|         |       | Carlos Aguiar Retes | a Mexikóvárosi főegyházmegye érseke, a Kulturális és Nevelési Dikasztérium és a Latin-amerikai Pápai Bizottság tagja | Mexikó                          | 1950. január 9.      | 75 éves | 2016. november 19.   | Ferenc pápa        | PRE  | Santi Fabiano e Venanzio a Villa Fiorelli                      |
|         |       | Américo Manuel Alves Aguiar | a Setúbali egyházmegye püspöke, a Kommunikációs Dikasztérium tagja | Portugália                      | 1973. december 12.   | 51 éves | 2023. szeptember 30. | Ferenc pápa        | PRE  | Sant’Antonio da Padova in Via Merulana                         |
|         |       | Fridolin Ambongo Besungu OFM Cap. | a Kinshasai főegyházmegye érseke, az Afrikai és Madagaszkári Püspöki Konferenciák Szimpóziuma elnöke, a Megszentelt Élet Intézményeinek és az Apostoli Élet Társaságainak Dikasztériuma, valamint a Bíborosi Tanács tagja | Kongói Demokratikus Köztársaság | 1960. január 24.     | 65 éves | 2019. október 5.     | Ferenc pápa        | PRE  | San Gabriele Arcangelo all'Acqua Traversa                      |
|         |       | Anders Arborelius OCD | a Stockholmi egyházmegye püspöke, a Klérusdikasztérium, a Püspöki Dikasztérium, a Keleti Egyházak Dikasztériuma, a Keresztény Egységtörekvés Dikasztériuma, valamint a Gazdasági Tanács tagja | Svédország                      | 1949. szeptember 24. | 75 éves | 2017. június 28.     | Ferenc pápa        | PRE  | Santa Maria degli Angeli                                       |
|         |       | Jean-Marc Noël Aveline | a Marseille-i főegyházmegye érseke, a Francia Püspöki Konferencia elnöke, a Püspöki Dikasztérium, valamint a Vallásközi Párbeszéd Dikasztériuma tagja | Franciaország                   | 1958. december 26.   | 66 éves | 2022. augusztus 27.  | Ferenc pápa        | PRE  | Santi Maria ai Monti                                           |
|         |       | Fabio Baggio C.S. | az Átfogó Emberi Fejlődés Dikasztériuma helyettes titkára, a Vatikáni Covid-19 Bizottság titkára, a Világiak, Családok és Életvédelem Dikasztériuma, valamint az Apostoli Szék Vagyonkezelősége tagja | Olaszország                     | 1965. január 15.     | 60 éves | 2024. december 7.    | Ferenc pápa        | DIA  | San Filippo Neri in Eurosia                                    |
|         |       | Philippe Xavier Christian Ignace Marie Barbarin                                                                                                | a Lyoni főegyházmegye nyugalmazott érseke | Franciaország                   | 1950. október 17.    | 74 éves | 2003. október 21.    | II. János Pál pápa | PRE  | Santissima Trinità al Monte Pincio                             |
|         |       | Domenico Battaglia | a Nápolyi főegyházmegye érseke, az Evangelizációs Dikasztérium - Elsődleges Evangelizáció és új Részegyházak Részlege tagja | Olaszország                     | 1963. január 20.     | 62 éves | 2024. december 7.    | Ferenc pápa        | PRE  | San Marco in Agro Laurentino                                   |
|         |       | Ignace Bessi Dogbo | az Abidjani főegyházmegye érseke, a Hittani Dikasztérium tagja | Elefántcsontpart                | 1961. augusztus 17.  | 63 éves | 2024. december 7.    | Ferenc pápa        | PRE  | Santissima Mario e Compagni Martiri                            |
|         |       | Giuseppe Betori | a Firenzei főegyházmegye nyugalmazott érseke, a Klérusdikasztérium, valamint a Szenttéavatási Ügyek Dikasztériuma tagja | Olaszország                     | 1947. február 25.    | 78 éves | 2012. február 18.    | XVI. Benedek pápa  | PRE  | San Marcello                                                   |
|         |       | Charles Maung Bo SDB ချားလ်မောင်ဘို (Csál Maun Bo) | a Ranguni főegyházmegye érseke, a Mianmari Katolikus Püspöki Konferencia elnöke, a Megszentelt Élet Intézményeinek és az Apostoli Élet Társaságainak Dikasztériuma, az Istentiszteleti és Szentségi Fegyelmi Dikasztérium, valamint a Kommunikációs Dikasztérium tagja | Mianmar                         | 1948. október 29.    | 76 éves | 2015. február 14.    | Ferenc pápa        | PRE  | Sant'Ireneo a Centocelle                                       |
|         |       | Vicente Bokalic Iglic C.M. | a Santiago del Esteró-i főegyházmegye érseke, Argentína prímása, az Evangelizációs Dikasztérium - az Evangelizációs Alapkétdések Részlege tagja | Argentína                       | 1952. június 18.     | 73 éves | 2024. december 7.    | Ferenc pápa        | PRE  | Santa Maria Maddalena in Campo Marzio                          |
|         |       | Josip Bozanić | a Zágrábi főegyházmegye nyugalmazott érseke, az Istentiszteleti és Szentségi Fegyelmi Dikasztérium, valamint az Evangelizációs Dikasztérium - az Evangelizációs Alapkérdések Részlege tagja | Horvátország                    | 1949. március 20.    | 76 éves | 2003. október 21.    | II. János Pál pápa | PRE  | San Girolamo dei Croati                                        |
|         |       | João Bráz de Aviz | a Megszentelt Élet Intézményeinek és az Apostoli Élet Társaságainak Dikasztériuma nyugalmazott prefektusa, a Klérusdikasztérium, a Püspöki Dikasztérium, valamint az Istentiszteleti és Szentségi Fegyelmi Dikasztérium tagja | Brazília                        | 1947. április 24.    | 78 éves | 2012. február 18.    | XVI. Benedek pápa  | PRE  | Sant’Elena fuori Porta Prenestina                              |
|         |       | Leopoldo José Brenes Solórzano | a Managuai főegyházmegye érseke, a Nicaraguai Püspöki Konferencia alelnöke | Nicaragua                       | 1949. március 7.     | 76 éves | 2014. február 22.    | Ferenc pápa        | PRE  | San Gioacchino ai Prati di Castello                            |
|         |       | Stephen Brislin | a Johannesburgi főegyházmegye érseke, a Fokvárosi főegyházmegye apostoli kormányzója, a Dél-Afrikai Katolikus Püspöki Konferencia elnöke, a Szenttéavatási Ügyek Dikasztériuma tagja | Dél-afrikai Köztársaság         | 1956. szeptember 24. | 68 éves | 2023. szeptember 30. | Ferenc pápa        | PRE  | Santa Maria Domenica Mazzarello                                |
|         |       | Raymond Leo Burke | az Apostoli Szignatúra Legfelsőbb Bírósága nyugalmazott prefektusa, a Jeruzsálemi Szent Sír Lovagrend és a Szuverén Máltai lovagrend nyugalmazott patrónusa, a Szenttéavatási Ügyek Dikasztériuma, valamint az Apostoli Szignatúra Legfelsőbb Bírósága tagja | Amerikai Egyesült Államok       | 1948. június 30.     | 77 éves | 2010. november 20.   | XVI. Benedek pápa  | PRE  | Sant’Agata de’ Goti                                            |
|         |       | François-Xavier Bustillo O.F.M. Conv. | az Ajacciói egyházmegye püspöke, a Klérusdikasztérium tagja | Franciaország                   | 1968. november 23.   | 56 éves | 2023. szeptember 30. | Ferenc pápa        | PRE  | Santa Maria Immacolata di Lourdes a Boccea                     |
|         |       | Mikola Bicsok C. Ss.R. | az ukránok melbourne-i Szent Péter és Pál eparchiájának püspöke, a Kulturális és Nevelési Dikasztérium tagja | Ausztrália                      | 1980. február 13.    | 45 éves | 2024. december 7.    | Ferenc pápa        | PRE  | Santa Sofia a Via Boccea                                       |
|         |       | Luis Gerardo Cabrera Herrera O.F.M. | a Guayaquili főegyházmegye érseke, az Ecuadori Püspöki Konferencia elnöke, a Megszentelt Élet Intézményeinek és az Apostoli Élet Társaságainak Dikasztériuma tagja | Ecuador                         | 1955. október 11.    | 69 éves | 2024. december 7.    | Ferenc pápa        | PRE  | Sacra Famiglia di Nazareth a Centocelle                        |
|         |       | Antonio Cañizares Llovera | a Valenciai főegyházmegye nyugalmazott érseke, az Istentiszteleti és Szentségi Fegyelmi Kongregáció nyugalmazott prefektusa | Spanyolország                   | 1945. október 15.    | 79 éves | 2006. március 24.    | XVI. Benedek pápa  | PRE  | San Pancrazio                                                  |
|         |       | Oscar Cantoni | a Comói egyházmegye püspöke, a Püspöki Dikasztérium tagja | Olaszország                     | 1950. szeptember 1.  | 74 éves | 2022. augusztus 27.  | Ferenc pápa        | PRE  | Santa Maria “Regina Pacis” a Monte Verde                       |
|         |       | Carlos Gustavo Castillo Mattasoglio | a Limai főegyházmegye érseke, az Átfogó Emberi Fejlődés Dikasztériuma tagja | Peru                            | 1950. február 28.    | 75 éves | 2024. december 7.    | Ferenc pápa        | PRE  | Santa Maria delle Grazie a Casal Boccone                       |
|         |       | Fernando Natalio Chomalí Garib | a Santiago de Chile-i főegyházmegye érseke, a Latin-amerikai Pápai Bizottság tagja | Chile                           | 1957. március 10.    | 68 éves | 2024. december 7.    | Ferenc pápa        | PRE  | San Mauro Abate                                                |
|         |       | Stephen Chow Sau-yan S.J. | a Hongkongi egyházmegye püspöke, a Vallásközi Párbeszéd Dikasztériuma tagja | Hongkong                        | 1959. augusztus 7.   | 66 éves | 2023. szeptember 30. | Ferenc pápa        | PRE  | San Giovanni Battista de La Salle                              |
|         |       | José Cobo Cano | a Madridi főegyházmegye érseke, a Keleti Rítus spanyol ordináriusa, a Spanyol Püspöki Konferencia alelnöke a Püspöki Dikasztérium, a Keleti Egyházak Dikasztériuma, valamint a Világiak, Családok és Életvédelem Dikasztériuma tagja | Spanyolország                   | 1965. szeptember 20. | 59 éves | 2023. szeptember 30. | Ferenc pápa        | PRE  | Santa Maria in Monserrato degli Spagnoli                       |
|         |       | Thomas Christopher Collins | a Torontói főegyházmegye nyugalmazott érseke, a Keleti Egyházak Dikasztériuma tagja | Kanada                          | 1947. január 16.     | 78 éves | 2012. február 18.    | XVI. Benedek pápa  | PRE  | San Patrizio                                                   |
|         |       | Paulo Cezar Costa | a Brazíliavárosi főegyházmegye érseke, a Keresztény Egységtörekvés Dikasztérium, valamint a Latin-amerikai Pápai Bizottság tagja | Brazília                        | 1967. július 20.     | 58 éves | 2022. augusztus 27.  | Ferenc pápa        | PRE  | Santi Bonifacio ed Alessio                                     |
|         |       | Blase Joseph Cupich | a Chicagói főegyházmegye érseke, a Püspöki Dikasztérium, a Kulturális és Nevelési Dikasztériuma és az Istentiszteleti és Szentségi Fegyelmi Dikasztérium tagja | Egyesült Államok                | 1949. március 19.    | 76 éves | 2016. november 19.   | Ferenc pápa        | PRE  | San Bartolomeo all’Isola                                       |
|         |       | Michael F. Czerny SJ | az Átfogó Emberi Fejlődés Dikasztériuma prefektusa, a Vatikáni Covid-19 Bizottság elnöke, az Evangelizációs Dikasztérium, a Vallásközi Párbeszéd Dikasztériuma, valamint az Államtitkárság - Államok és Nemzetközi Szervezetek Részlege tagja | Kanada                          | 1946. július 18.     | 79 éves | 2019. október 5.     | Ferenc pápa        | DIA  | San Michele Arcangelo                                          |
|         |       | Sérgio da Rocha | a São Salvador da Bahia-i főegyházmegye érseke, a Püspöki Dikasztérium, a Klérusdikasztérium, a Latin-amerikai Pápai Bizottság, valamint a Bíborosi Tanács tagja | Brazília                        | 1959. október 21.    | 65 éves | 2016. november 19.   | Ferenc pápa        | PRE  | Santa Croce in Via Flaminia                                    |
|         |       | Pablo Virgilio Siongco David | a Kalookani egyházmegye püspöke, a Fülöp-szigeteki Püspöki Konferencia elnöke, az Ázsiai Püspöki Konferenciák Szövetsége alelnöke, a Hittani Dikasztérium tagja | Fülöp-szigetek                  | 1959. március 2.     | 66 éves | 2024. december 7.    | Ferenc pápa        | PRE  | Trasfigurazione di Nostro Signore Gesù Cristo                  |
|         |       | Angelo De Donatis | az Apostoli Penitenciária főpentitenciárusa, a Klérusdikasztérium, valamint a Megszentelt Élet Intézményeinek és Apostoli Élet Társaságainak Dikasztériuma tagja | Olaszország                     | 1954. január 4.      | 71 éves | 2018. június 28.     | Ferenc pápa        | PRE  | San Marco                                                      |
|         |       | Jozef De Kesel | a Mechelen-Brüsszeli főegyházmegye nyugalmazott érseke, Belgium nyugalmazott tábori püspöke, a Kulturális és Nevelési Dikasztérium tagja | Belgium                         | 1947. június 17.     | 78 éves | 2016. november 19.   | Ferenc pápa        | PRE  | Santi Giovanni e Paolo                                         |
|         |       | John Atcherley Dew | a Wellingtoni főegyházmegye nyugalmazott érseke, Új-Zéland nyugalmazott tábori püspöke, az Evangelizációs Dikasztérium, az Istentiszteleti és Szentségi Fegyelmi Dikasztérium, valamint a Keresztény Egységtörekvés Dikasztérium tagja | Új-Zéland                       | 1948. május 5.       | 77 éves | 2015. február 14.    | Ferenc pápa        | PRE  | Sant’Ippolito                                                  |
|         |       | Daniel Nicholas DiNardo | a Galveston-Houstoni főegyházmegye nyugalmazott érseke | Amerikai Egyesült Államok       | 1949. május 23.      | 76 éves | 2007. november 24.   | XVI. Benedek pápa  | PRE  | Sant’Eusebio                                                   |
|         |       | Virgilio do Carmo da Silva S.D.B. | a Dili főegyházmegye érseke, a Timori Püspöki Konferencia alelnöke, a Megszentelt Élet Intézményeinek és az Apostoli Élet Társaságainak Dikasztériuma tagja | Kelet-Timor                     | 1967. november 27.   | 57 éves | 2022. augusztus 27.  | Ferenc pápa        | PRE  | Sant’Alberto Magno                                             |
|         |       | Timothy Michael Dolan | a New York-i főegyházmegye érseke, a Keleti Egyházak Dikasztériuma és az Evangelizációs Dikasztérium - Evangelizációs Alapkérdések Részlege tagja | Amerikai Egyesült Államok       | 1950. február 6.     | 75 éves | 2012. február 18.    | XVI. Benedek pápa  | PRE  | Nostra Signora di Guadalupe a Monte Mario                      |
|         |       | António Augusto dos Santos Marto | a Leiria–Fátimai egyházmegye nyugalmazott püspöke, a Szenttéavatási Ügyek Dikasztériuma tagja | Portugália                      | 1947. május 5.       | 78 éves | 2018. június 28.     | Ferenc pápa        | PRE  | Santa Maria sopra Minerva                                      |
|         |       | Willem Jacobus Eijk | az Utrechti főegyházmegye érseke | Hollandia                       | 1953. június 22.     | 72 éves | 2012. február 18.    | XVI. Benedek pápa  | PRE  | San Callisto                                                   |
|         |       | Erdő Péter | az Esztergom-Budapesti főegyházmegye érseke, Magyarország prímása, a Keleti Egyházak Dikasztériuma, az Istentiszteleti és Szentségi Fegyelmi Dikasztérium, a Törvényszövegek Dikasztériuma, az Apostoli Szignatúra Legfelsőbb Bírósága, a Gazdasági Tanács, valamint az Államtitkárság - Államok és Nemzetközi Szervezetek Részlege tagja | Magyarország                    | 1952. június 25.     | 73 éves | 2003. október 21.    | II. János Pál pápa | PRE  | Santa Maria Nuova                                              |
|         |       | Kevin Joseph Farrell | a Világiak, Családok és Életvédelem Dikasztériuma prefektusa, bíboros kamarás, a Bizalmas Ügyek Bizottsága elnöke, a Befektetési Bizottság elnöke, a Vatikánvárosi Állam Legfelsőbb Bírósága elnöke, az Apostoli Szék Vagyonkezelősége, a Vatikánvárosi Állam Pápai Bizottsága, a Megszentelt Élet Intézményeinek és az Apostoli Élet Társaságainak Dikasztériuma, az Istentiszteleti és Szentségi Fegyelmi Dikasztérium, az Evangelizációs Dikasztérium - Evangelizációs Alapkérdések Részlege, valamint a Törvényszövegek Dikasztériuma tagja | Egyesült Államok                | 1947. szeptember 2.  | 77 éves | 2016. november 19.   | Ferenc pápa        | DIA  | San Giuliano Martire                                           |
|         |       | Víctor Manuel Fernández | a Hittani Dikasztérium prefektusa, a Nemzetközi Teológiai Bizottság és a Pápai Biblikus Bizottság elnöke, az Evangelizációs Dikasztérium - Evangelizációs Alapkérdések Részlege és az Elsődleges Evangelizáció és új Részegyházak Részlege, a Keleti Egyházak Dikasztériuma, a Püspöki Dikasztérium, a Világiak, Családok és Életvédelem Dikasztériuma, a Kulturális és Nevelési Dikasztérium, a Keresztény Egységtörekvés Dikasztériuma, valamint a Törvényszövegek Dikasztériuma tagja | Argentína                       | 1962. július 18.     | 63 éves | 2023. szeptember 30. | Ferenc pápa        | DIA  | Santi Urbano e Lorenzo a Prima Porta                           |
|         |       | Ángel Fernández Artime S.D.B. | a Megszentelt Élet Intézményeinek és az Apostoli Élet Társaságainak Dikasztériuma proprefektusa, az Assisi Szent Ferenc- és Angyalos Boldogasszony-bazilika pápai delegátusa a Szalézi Rend nyugalmazott nagyrektora, a Megszentelt Élet Intézményeinek és az Apostoli Élet Társaságainak Dikasztériuma tagja | Spanyolország                   | 1960. augusztus 21.  | 64 éves | 2023. szeptember 30. | Ferenc pápa        | DIA  | Santa Maria Auxiliatrice in via Tuscolana                      |
|         |       | Filipe Neri António Sebastião do Rosário Ferrão                                                                                                | a Goa és Damão főegyházmegye érseke, Kelet India pátriárkája, az Indiai Katolikus Püspökök Konferenciájának elnöke, az Ázsiai Püspöki Konferenciák Szövetsége elnöke, az Evangelizációs Dikasztérium - Evangelizációs Alapkérdések Részlege tagja | India                           | 1953. január 20.     | 72 éves | 2022. augusztus 27.  | Ferenc pápa        | PRE  | Santa Maria in Via                                             |
|         |       | Fernando Filoni | a Jeruzsálemi Szent Sír Lovagrend nagymestere, a Népek Evangelizálása Kongregáció nyugalmazott prefektusa, a Hittani Dikasztérium, a Keleti Egyházak Dikasztériuma, a Szenttéavatási Ügyek Dikasztériuma, valamint a Megszentelt Élet Intézményeinek és az Apostoli Élet Társaságainak Dikasztériuma tagja | Olaszország                     | 1946. április 15.    | 79 éves | 2012. február 18.    | XVI. Benedek pápa  | PÜS  | Nostra Signora di Coromoto in San Giovanni di Dio              |
|         |       | Sebastian Francis | a Pinangi egyházmegye püspöke, az Átfogó Emberi Fejlődés Dikasztériuma tagja | Malajzia                        | 1951. november 11.   | 73 éves | 2023. szeptember 30. | Ferenc pápa        | PRE  | Santa Maria Causa Nostrae Laetitiae                            |
|         |       | Mauro Maria Gambetti OFM Conv. | Őszentsége általános helynöke, a Szent Péter Műhely elnöke, a Szent Péter-bazilika főpapja, a Megszentelt Élet Intézményeinek és az Apostoli Élet Társaságainak Dikasztériuma, a Kommunikációs Dikasztérium, valamint a Vatikánvárosi Állam Pápai Bizottsága tagja | Olaszország                     | 1965. október 27.    | 59 éves | 2020. november 28.   | Ferenc pápa        | DIA  | Santissimo Nome di Maria al Foro Traiano                       |
|         |       | Juan de la Caridad García Rodríguez | a Havannai főegyházmegye érseke, a Klérusdikasztérium és a Latin-amerikai Pápai Bizottság tagja | Kuba                            | 1948. július 11.     | 77 éves | 2019. október 5.     | Ferenc pápa        | PRE  | Santi Aquila e Priscilla                                       |
|         |       | William Goh Seng Chye | a Szingapúri főegyházmegye érseke, a Malajziai, Szingapúri és Brunei Püspöki Konferencia alelnöke, a Világiak, Családok és Életvédelem Dikasztériuma tagja | Szingapúr                       | 1957. június 25.     | 68 éves | 2022. augusztus 27.  | Ferenc pápa        | PRE  | Santa Maria “Regina Pacis” in Ostia mare                       |
|         |       | Arlindo Gomes Furtado | a Santiago de Capo Verde-i egyházmegye püspöke, az Evangelizációs Dikasztérium, valamint az Istentiszteleti és Szentségi Fegyelmi Dikasztérium tagja | Zöld-foki Köztársaság           | 1949. november 15.   | 75 éves | 2015. február 14.    | Ferenc pápa        | PRE  | San Timoteo                                                    |
|         |       | Mario Grech | a Püspöki Szinódus főtitkára, a Püspöki Dikasztérium, az Istentiszteleti és Szentségi Fegyelmi Dikasztérium, a Keresztény Egységtörekvés Dikasztériuma, valamint az Apostoli Szignatúra Legfelsőbb Bírósága tagja | Málta                           | 1957. február 20.    | 68 éves | 2020. november 28.   | Ferenc pápa        | DIA  | Santi Cosma e Damiano                                          |
|         |       | Wilton Daniel Gregory | a Washingtoni főegyházmegye nyugalmazott érseke, a Világiak, Családok és Életvédelem Dikasztériuma tagja | Amerikai Egyesült Államok       | 1947. december 7.    | 77 éves | 2020. november 28.   | Ferenc pápa        | PRE  | Immacolata Concezione di Maria a Grottarossa                   |
|         |       | Claudio Gugerotti | a Keleti Egyházak Dikasztériuma prefektusa, a Pápai Keleti Intézet nagykancellárja, az Evangelizációs Dikasztérium - Evangelizációs Alapkérdések Részlege és az Elsődleges Evangelizáció és új Részegyházak Részlege, a Hittani Dikasztérium, a Püspöki Dikasztérium, a Keresztény Egységtörekvés Dikasztériuma, a Vallásközi Párbeszéd Dikasztériuma, a Kulturális és Nevelési Dikasztérium, a Törvényszövegek Dikasztériuma, a Vatikánvárosi Állam Pápai Bizottsága, valamint az Államtitkárság - Államok és Nemzetközi Szervezetek Részlege tagja | Olaszország                     | 1955. október 7.     | 69 éves | 2023. szeptember 30. | Ferenc pápa        | DIA  | Sant’Ambrogio della Massima                                    |
|         |       | James Michael Harvey | a Falakon kívüli Szent Pál-bazilika főpapja, az Evangelizációs Dikasztérium, a Szenttéavatási Ügyek Dikasztériuma, az Apostoli Szék Vagyonkezelőségének, valamint az Apostoli Szignatúra Legfelsőbb Bíróságának tagja | Amerikai Egyesült Államok       | 1949. október 20.    | 75 éves | 2012. november 24.   | XVI. Benedek pápa  | PRE  | San Pio V a Villa Carpegna                                     |
|         |       | Jean-Claude Hollerich SJ | a Luxembourgi főegyházmegye érseke, az Európai Püspöki Konferenciák Tanácsának alelnöke, a Kulturális és Nevelési Dikasztérium, a Vallásközi Párbeszéd Dikasztériuma, valamint a Bíborosi Tanács tagja | Luxemburg                       | 1958. augusztus 9.   | 67 éves | 2019. október 5.     | Ferenc pápa        | PRE  | San Giovanni Crisostomo a Monte Sacro Alto                     |
|         |       | Antoine Kambanda | a Kigali főegyházmegye érseke, a Ruandai Püspöki Konferencia elnöke, az Evangelizációs Dikasztérium és a Kulturális és Nevelési Dikasztérium tagja | Ruanda                          | 1958. november 10.   | 66 éves | 2020. november 28.   | Ferenc pápa        | PRE  | San Sisto                                                      |
|         |       | Tarcisio Isao Kikuchi S.V.D. | a Tokiói főegyházmegye érseke, a Nemzetközi Karitász elnöke, a Japán Katolikus Püspöki Konferencia elnöke, az Ázsiai Püspöki Konferenciák Szövetsége főtitkára, a Kommunikációs Dikasztérium, valamint a Vallásközi Párbeszéd Dikasztériuma tagja | Japán                           | 1958. november 1.    | 66 éves | 2024. december 7.    | Ferenc pápa        | PRE  | San Giovanni Leonardi                                          |
|         |       | Kurt Koch | a Keresztény Egységtörekvés Dikasztériuma prefektusa, a Zsidókkal való Vallási Kapcsolatok Bizottsága elnöke, a Hittani Dikasztérium, a Keleti Egyházak Dikasztériuma, a Szenttéavatási Ügyek Dikasztériuma, a Püspöki Dikasztérium, valamint a Vallásközi Párbeszéd Dikasztériuma tagja | Svájc                           | 1950. március 15.    | 75 éves | 2010. november 20.   | XVI. Benedek pápa  | PRE  | Nostra Signora del Sacro Cuore                                 |
|         |       | George Jacob Koovakad | a Vallásközi Párbeszéd Dikasztériuma prefektusa, a Keleti Egyházak Dikasztériuma tagja | India                           | 1973. augusztus 11.  | 52 éves | 2024. december 7.    | Ferenc pápa        | DIA  | Sant’Antonio di Padova a Circonvallazione Appia                |
|         |       | Kriengsak Francis Xavier Kovitvanit ฟรังซิสเซเวียร์ เกรียงศักดิ์ โกวิทวาณิช (Kriengszak Frenszisz Szévié Kovitvanit)                                     | a Bangkoki főegyházmegye nyugalmazott érseke, az Evangelizációs Dikasztérium tagja | Thaiföld                        | 1949. június 27.     | 76 éves | 2015. február 14.    | Ferenc pápa        | PRE  | Santa Maria Addolorata                                         |
|         |       | Konrad Krajewski | a Szeretetszolgálati Dikasztérium prefektusa, pápai főalamizsnás az Átfogó Emberi Fejlődés Dikasztériuma, az Istentiszteleti és Szentségi Fegyelmi Dikasztérium, valamint a Vallási Tevékenységek Intézete (IOR) Bíborosi Bizottsága tagja | Lengyelország                   | 1963. november 25.   | 61 éves | 2018. június 28.     | Ferenc pápa        | DIA  | Santa Maria Immacolata all’Esquilino                           |
|         |       | Jean-Pierre Kutwa | az Abidjani főegyházmegye nyugalmazott érseke, a Mani egyházmegye sede plena apostoli kormányzója, az Evangelizációs Dikasztérium és a Megszentelt Élet Intézményeinek és az Apostoli Élet Társaságainak Dikasztériuma tagja | Elefántcsontpart                | 1945. december 22.   | 79 éves | 2014. február 22.    | Ferenc pápa        | PRE  | Santa Emerenziana a Tor Fiorenza                               |
|         |       | Gérald Cyprien Lacroix I.S.P.X. | a Québeci főegyházmegye érseke, Kanada prímása, a Gazdasági Tanács és a Bíborosi Tanács tagja | Kanada                          | 1957. július 27.     | 68 éves | 2014. február 22.    | Ferenc pápa        | PRE  | San Giuseppe all’Aurelio                                       |
|         |       | Chibly Langlois | a Les Cayes-i egyházmegye püspöke, a Kommunikációs Dikasztérium tagja | Haiti                           | 1958. november 29.   | 66 éves | 2014. február 22.    | Ferenc pápa        | PRE  | San Giacomo in Augusta                                         |
|         |       | Frank Leo | a Torontói főegyházmegye érseke, a Törvényszövegek Dikasztériuma, valamint a Vallásközi Párbeszéd Dikasztériuma tagja | Kanada                          | 1971. június 30.     | 54 éves | 2024. december 7.    | Ferenc pápa        | PRE  | Santa Maria della Salute a Primavalle                          |
|         |       | Augusto Paolo Lojudice | a Siena-Colle di Val d’Elsa-Montalcinói főegyházmegye érseke és a Montepulciano-Chiusi-Pienzai egyházmegye püspöke, a Püspöki Dikasztérium tagja | Olaszország                     | 1964. július 1.      | 61 éves | 2020. november 28.   | Ferenc pápa        | PRE  | Santa Maria del Buon Consiglio                                 |
|         |       | Cristóbal López Romero SDB | a Rabati főegyházmegye érseke, a Vallásközi Párbeszéd Dikasztériuma, a Megszentelt Élet Intézményeinek és az Apostoli Élet Társaságainak Dikasztériuma, és az Istentiszteleti és Szentségi Fegyelmi Dikasztérium tagja | Marokkó                         | 1952. május 19.      | 73 éves | 2019. október 5.     | Ferenc pápa        | PRE  | San Leone I                                                    |
|         |       | Manuel José Macário do Nascimento Clemente | a Lisszaboni patriarkátus nyugalmazott pátriárkája, a Klérusdikasztérium tagja | Portugália                      | 1948. július 16.     | 77 éves | 2015. február 14.    | Ferenc pápa        | PRE  | Sant'Antonio in Campo Marzio                                   |
|         |       | Maeda Thomas Aquino Manjó | az Oszaka-Takamacui főegyházmegye érseke a Kommunikációs Dikasztérium tagja | Japán                           | 1949. március 3.     | 76 éves | 2018. június 28.     | Ferenc pápa        | PRE  | Santa Pudenziana                                               |
|         |       | Soane Patita Paini Mafi | a Tongai egyházmegye püspöke, az Evangelizációs Dikasztérium tagja | Tonga                           | 1961. december 19.   | 63 éves | 2014. február 14.    | Ferenc pápa        | PRE  | Santa Paola Romana                                             |
|         |       | Rolandas Makrickas | a Santa Maria Maggiore-bazilika főpapja, a Püspöki Dikasztérium tagja | Litvánia                        | 1972. január 31.     | 53 éves | 2024. december 7.    | Ferenc pápa        | DIA  | Sant’Eustachio                                                 |
|         |       | Dominique François Joseph Mamberti | az Apostoli Szignatúra Legfelsőbb Bírósága prefektusa, az Ügyvédi Bizottság elnöke, a bíborosi testület protodiakónusa, az Istentiszteleti és Szentségi Fegyelmi Dikasztérium, a Szenttéavatási Ügyek Dikasztériuma, az Evangelizációs Dikasztérium, a Törvényszövegek Dikasztériuma, valamint az Államtitkárság - Államok és Nemzetközi Szervezetek Részlege tagja | Franciaország                   | 1952. március 7.     | 73 éves | 2015. február 14.    | Ferenc pápa        | DIA  | Santo Spirito in Sassia                                        |
|         |       | Giorgio Marengo, I.M.C. | az Ulánbátori apostoli prefektúra prefektusa, az Evangelizációs Dikasztérium és a Megszentelt Élet Intézményeinek és az Apostoli Élet Társaságainak Dikasztériuma tagja | Mongólia                        | 1974. június 7.      | 51 éves | 2022. augusztus 27.  | Ferenc pápa        | PRE  | San Giuda Taddeo Apostolo                                      |
|         |       | Adalberto Martínez Flores | az Asuncióni főegyházmegye érseke, a Paraguayi katonai ordinariátus apostoli kormányzója, a Latin-amerikai Pápai Bizottság tagja | Paraguay                        | 1951. július 8.      | 74 éves | 2022. augusztus 27.  | Ferenc pápa        | PRE  | San Giovanni a Porta Latina                                    |
|         |       | Reinhard Marx | a München-Freisingi főegyházmegye érseke, a Gazdasági Tanács koordinátora, a Keleti Egyházak Dikasztériuma tagja | Németország                     | 1953. szeptember 21. | 71 éves | 2010. november 20.   | XVI. Benedek pápa  | PRE  | San Corbiniano                                                 |
|         |       | Dominique Joseph Mathieu O.F.M. Conv. | a Teherán-Iszfaháni főegyházmegye érseke, az Iráni Püspöki Konferencia elnöke, a Szenttéavatási Ügyek Dikasztériuma, valamint a Vallásközi Párbeszéd Dikasztériuma tagja | Irán                            | 1963. június 13.     | 62 éves | 2024. december 7.    | Ferenc pápa        | PRE  | San Giovanna Antida Thouret                                    |
|         |       | Robert Walter McElroy | a Washingtoni főegyházmegye érseke, a Világiak, Családok és Életvédelem Dikasztériuma, valamint az Átfogó Emberi Fejlődés Dikasztériuma tagja | Egyesült Államok                | 1954. február 5.     | 71 éves | 2022. augusztus 27.  | Ferenc pápa        | PRE  | San Frumenzio ai Prati Fiscali                                 |
|         |       | José Tolentino Calaça de Mendonça | a Kulturális és Nevelési Dikasztérium prefektusa, a Pápai Biblikus Intézet, az Arab és Iszlám Tanulmányok Pápai Intézete, a Gregoriana Pápai Egyetem, a Keresztény Régészet Pápai Intézete és a Pápai Egyházzenei Intézet nagykancellárja, a Püspöki Dikasztérium, a Szenttéavatási Ügyek Dikasztériuma, az Evangelizációs Dikasztérium - Evangelizációs Alapkérdések Részlege, az Istentiszteleti és Szentségi Fegyelmi Dikasztérium, valamint a Hittani Dikasztérium tagja | Portugália                      | 1965. december 15.   | 59 éves | 2019. október 5.     | Ferenc pápa        | DIA  | Santi Domenico e Sisto                                         |
|         |       | Francesco Montenegro | a Piana degli Albanesi egyházmegye sede vacante apostoli kormányzója, az Agrigentói főegyházmegye nyugalmazott érseke, a Szenttéavatási Ügyek Dikasztériuma és az Átfogó Emberi Fejlődés Dikasztériuma tagja | Olaszország                     | 1946. május 22.      | 79 éves | 2015. február 14.    | Ferenc pápa        | PRE  | Santi Andrea a Gregorio al Monte Celio                         |
|         |       | Stephen Ameyu Martin Mulla | a Jubai főegyházmegye érseke, a Szudáni és Dél-Szudáni Püspöki Konferencia elnöke, a Hittani Dikasztérium tagja | Dél-Szudán                      | 1964. január 10.     | 61 éves | 2023. szeptember 30. | Ferenc pápa        | PRE  | Santi Gemma Galgani                                            |
|         |       | Gerhard Ludwig Müller | a Hittani Kongregáció nyugalmazott prefektusa, az Apostoli Szignatúra Legfelsőbb Bírósága tagja | Németország                     | 1947. december 31.   | 77 éves | 2014. február 14.    | Ferenc pápa        | PRE  | Sant'Agnese in Agone                                           |
|         |       | Német László S.V.D. | a Belgrádi főegyházmegye érseke, a Szent Cirill és Metód Nemzetközi Püspöki Konferencia elnöke, az Európai Püspöki Konferenciák Tanácsa alelnöke, a Keresztény Egységtörekvés Dikasztériuma tagja | Szerbia                         | 1956. szeptember 7.  | 68 éves | 2024. december 7.    | Ferenc pápa        | PRE  | Santa Maria Stella Maris                                       |
|         |       | Vincent Gerard Nichols | a Westminsteri főegyházmegye érseke, az Angliai és Walesi Püspöki Konferencia elnöke, a Keleti Egyházak Dikasztériuma, a Püspöki Dikasztérium, a Klérusdikasztérium, valamint a Keresztény Egységtörekvés Dikasztériuma tagja | Nagy-Britannia                  | 1945. november 8.    | 79 éves | 2014. február 22.    | Ferenc pápa        | PRE  | Santissimo Redentore e Sant’Alfonso in Via Merulana            |
|         |       | John Njue | a Nairobi főegyházmegye nyugalmazott érseke, az Evangelizációs Dikasztérium tagja | Kenya                           | 1946. január 1.      | 79 éves | 2007. november 24.   | XVI. Benedek pápa  | PRE  | Preziosissimo Sangue di Nostro Signore Gesů Cristo             |
|         |       | Kazimierz Nycz | a Varsói főegyházmegye nyugalmazott érseke, a Keleti Rítus nyugalmazott lengyel ordináriusa, a Klérusdikasztérium, valamint a Kulturális és Nevelési Dikasztérium tagja | Lengyelország                   | 1950. február 1.     | 75 éves | 2010. november 20.   | XVI. Benedek pápa  | PRE  | Santi Silvestro e Martino ai Monti                             |
|         |       | Dieudonné Nzapalainga C.S.Sp. | a Bangui főegyházmegye érseke, az Evangelizációs Dikasztérium és a Vallásközi Párbeszéd Dikasztériuma tagja | Közép-afrikai Köztársaság       | 1967. március 14.    | 58 éves | 2016. november 19.   | Ferenc pápa        | PRE  | Sant’Andrea della Valle                                        |
|         |       | Peter Ebere Okpaleke | az Ekwulobiai egyházmegye püspöke, a Világiak, Családok és Életvédelem Dikasztériuma tagja | Nigéria                         | 1963. március 1.     | 62 éves | 2022. augusztus 27.  | Ferenc pápa        | PRE  | Santi Martiri dell’Uganda a Poggio Ameno                       |
|         |       | Juan José Omella Omella | a Barcelonai főegyházmegye érseke, a Püspöki Dikasztérium és a Bíborosi Tanács tagja | Spanyolország                   | 1946. április 21.    | 79 éves | 2017. június 28.     | Ferenc pápa        | PRE  | Santa Croce in Gerusalemme                                     |
|         |       | Philippe Nakellentuba Ouédraogo | az Ouagadougoui főegyházmegye nyugalmazott érseke, az Evangelizációs Dikasztérium, az Istentiszteleti és Szentségi Fegyelmi Dikasztérium, valamint a Vallásközi Párbeszéd Dikasztériuma tagja | Burkina Faso                    | 1945. december 31.   | 79 éves | 2014. február 22.    | Ferenc pápa        | PRE  | Santa Maria Consolatrice al Tiburtino                          |
|         |       | Pietro Parolin | a Pápai Államtitkárság államtitkára, a Kelet-Európai Egyházakért felelős Dikasztériumközi Bizottság elnöke, a Részegyházakkal foglalkozó Dikasztériumközi Bizottság elnöke, az Államokkal és Nemzetközi Szervezetekkel való Kapcsolatokért felelős Részleg Tanácsa elnöke, az Egyház Közjogi Személyeinek Egészségügyi Tevékenységével foglalkozó Pápai Bizottság elnöke, a Pápai Egyházi Akadémia bíboros-protektora, a Hittani Dikasztérium, a Keleti Egyházak Dikasztériuma, az Evangelizációs Dikasztérium, a Püspöki Dikasztérium, az Istentiszteleti és Szentségi Fegyelmi Dikasztérium, valamint a Bíborosi Tanács tagja | Olaszország                     | 1955. január 17.     | 70 éves | 2014. február 22.    | Ferenc pápa        | PÜS  | Santi Simone e Giuda Taddeo a Torre Angela                     |
|         |       | [[Albert Malcolm Ranjith Patabendige Don\|Albert Malcolm Ranjith Patabendige Don ඇල්බට් මැල්කම් රංජිත් පටබැඳිගේ දොන් (Álbat Málkam Radzsit Patabándige Don) | a Colombói főegyházmegye érseke, az Istentiszteleti és Szentségi Fegyelmi Dikasztérium és az Evangelizációs Dikasztérium tagja | Srí Lanka                       | 1947. november 15.   | 77 éves | 2010. november 20.   | XVI. Benedek pápa  | PRE  | San Lorenzo in Lucina                                          |
|         |       | Giuseppe Petrocchi | a L’aquilai főegyházmegye nyugalmazott érseke, a Gazdasági Tanács, a Szenttéavatási Ügyek Dikasztérium, a Klérusdikasztérium, valamint a Vallási Tevékenységek Intézete (IOR) Bíborosi Bizottsága tagja | Olaszország                     | 1948. augusztus 19.  | 76 éves | 2018. június 28.     | Ferenc pápa        | PRE  | San Giovanni Battista dei Fiorentini                           |
|         |       | Christophe Louis Yves Georges Pierre | az Amerikai Egyesült Államok apostoli nunciusa, az Apostoli Szék Vagyonkezelősége tagja | Franciaország                   | 1946. január 30.     | 79 éves | 2023. szeptember 30. | Ferenc pápa        | DIA  | San Benedetto fuori Porta San Paolo                            |
|         |       | Pierbattista Pizzaballa O.F.M. | a Jeruzsálemi latin patriarchátus pátriárkája, az Arab Régiók Latin Püspökeinek Konferenciája elnöke, a Szentföldi Katolikus Ordináriusok Gyűlése elnöke, a Jeruzsálemi Szent Sír Lovagrend nagyperjele, a Keleti Egyházak Dikasztériuma, a Megszentelt Élet Intézményeinek és az Apostoli Élet Társaságainak Dikasztériuma, a Vallásközi Párbeszéd Dikasztériuma, valamint a Keresztény Egységtörekvés Dikasztériuma tagja | Jeruzsálem                      | 1965. április 21.    | 60 éves | 2023. szeptember 30. | Ferenc pápa        | PRE  | Sant’Onofrio                                                   |
|         |       | Mario Aurelio Poli | a Buenos Aires-i főegyházmegye nyugalmazott érseke, a Keleti Rítus nyugalmazott argentin ordináriusa, a Keleti Egyházak Dikasztériuma tagja | Argentína                       | 1947. november 29.   | 77 éves | 2014. február 22.    | Ferenc pápa        | PRE  | San Roberto Bellarmino                                         |
|         |       | Anthony Poola | a Haidarábádi főegyházmegye érseke, az Átfogó Emberi Fejlődés Dikasztériuma tagja | India                           | 1961. november 15.   | 63 éves | 2022. augusztus 27.  | Ferenc pápa        | PRE  | Santi Protomartiri a Via Aurelia Antica                        |
|         |       | Vinko Puljić | a Vrhbosnai főegyházmegye nyugalmazott érseke | Bosznia-Hercegovina             | 1945. szeptember 8.  | 79 éves | 1994. november 26.   | II. János Pál pápa | PRE  | Santa Chiara a Vigna Clara                                     |
|         |       | Timothy Peter Joseph Radcliffe O.P. | a Prédikátorok Rendjének korábbi rendfőnöke (1992-2001) | Egyesült Királyság              | 1945. augusztus 22.  | 79 éves | 2024. december 7.    | Ferenc pápa        | DIA  | Santissimi Nome di Gesù e Maria in Via Lata                    |
|         |       | Álvaro Leonel Ramazzini Imeri | a Huehuetenangói egyházmegye püspöke, a Világiak, Családok és Életvédelem Dikasztériuma és a Latin-amerikai Pápai Bizottság tagja | Guatemala                       | 1947. július 16.     | 78 éves | 2019. október 5.     | Ferenc pápa        | PRE  | San Giovanni Evangelista a Spinaceto                           |
|         |       | Baldassare Reina | a Római egyházmegye általános helynöke, Ostia agglomeráció apostoli kormányzója, a Lateráni Szent János-bazilika főpapja, a Pápai Lateráni Egyetem és a II. János Pál Pápai Teológiai Intézet a Házasság- és Családtudományokért nagykencellárja, a Klérusdikasztérium tagja | Olaszország                     | 1970. november 26.   | 54 éves | 2024. december 7.    | Ferenc pápa        | PRE  | Santa Maria Assunta e San Giuseppe a Primavalle                |
|         |       | Roberto Repole | a Torinói főegyházmegye érseke és a Susai egyházmegye püspöke, a Hittani Dikasztérium tagja | Olaszország                     | 1967. január 29.     | 58 éves | 2024. december 7.    | Ferenc pápa        | PRE  | Gesù Divin Maestro alla Pineta Sacchetti                       |
|         |       | John Ribat M.S.C. | a Port Moresby-i főegyházmegye érseke | Pápua Új-Guinea                 | 1957. február 9.     | 68 éves | 2016. november 19.   | Ferenc pápa        | PRE  | San Giovanni Battista de’ Rossi                                |
|         |       | Francisco Robles Ortega | a Guadalajarai főegyházmegye érseke, az Evangelizációs Dikasztérium - Evangelizációs Alapkérdések Részlege, valamint a Latin-amerikai Pápai Bizottság tagja | Mexikó                          | 1949. március 2.     | 76 éves | 2007. november 24.   | XVI. Benedek pápa  | PRE  | Santa Maria della Presentazione                                |
|         |       | Arthur Roche | az Istentiszteleti és Szentségi Fegyelmi Dikasztérium prefektusa, a Püspöki Dikasztérium, a Kulturális és Nevelési Dikasztérium, az Evangelizációs Dikasztérium, a Megszentelt Élet Intézményeinek és az Apostoli Élet Társaságainak Dikasztériuma, valamint a Vatikánvárosi Állam Pápai Bizottsága tagja | Nagy-Britannia                  | 1950. március 6.     | 75 éves | 2022. augusztus 27.  | Ferenc pápa        | DIA  | San Saba                                                       |
|         |       | Ángel Sixto Rossi S.J. | a Córdobai főegyházmegye érseke, az Argentin Püspöki Konferencia alelnöke, az Istentiszteleti és Szentségi Fegyelmi Dikasztérium, valamint a Megszentelt Élet Intézményeinek és az Apostoli Élet Társaságainak Dikasztériuma tagja | Argentína                       | 1958. augusztus 11.  | 67 éves | 2023. szeptember 30. | Ferenc pápa        | PRE  | Santa Bernadette Soubirous                                     |
|         |       | Luis José Rueda Aparicio | a Bogotái főegyházmegye érseke, a Latin-amerikai Pápai Bizottság tagja | Kolumbia                        | 1962. március 3.     | 63 éves | 2023. szeptember 30. | Ferenc pápa        | PRE  | San Luca a Via Prenestina                                      |
|         |       | Protase Rugambwa | a Taborai főegyházmegye érseke, az Evangelizációs Dikasztérium - Elsődleges Evangelizáció és új Részegyházak Részlege, valamint az Istentiszteleti és Szentségi Fegyelmi Dikasztérium tagja | Tanzánia                        | 1960. május 31.      | 65 éves | 2023. szeptember 30. | Ferenc pápa        | PRE  | Santa Maria in Montesanto                                      |
|         |       | Grzegorz Ryś | a Łódźi főegyházmegye érseke, az Istentiszteleti és Szentségi Fegyelmi Dikasztérium, valamint a Püspöki Dikasztérium tagja | Lengyelország                   | 1964. február 9.     | 61 éves | 2023. szeptember 30. | Ferenc pápa        | PRE  | Santi Cirillo e Metodio                                        |
|         |       | Louis Raphael I Sako | Bagdad káld pátriárkája, a Bagdadi káld katolikus főegyházmegye érseke, a Káld Egyház Szinódusának elnöke, az Iraki Katolikus Püspöki Gyűlés elnöke, a Keleti Egyházak Dikasztériuma, a Kulturális és Nevelési Dikasztérium, a Vallásközi Párbeszéd Dikasztériuma, valamint a Gazdasági Tanács tagja | Irak                            | 1948. július 4.      | 77 éves | 2018. június 28.     | Ferenc pápa        | PÜS  |                                                                |
|         |       | Odilo Pedro Scherer | a São Pauló-i főegyházmegye érseke, a Klérusdikasztérium, a Kulturális és Nevelési Dikasztérium, az Evangelizációs Dikasztérium, valamint a Gazdasági Tanács tagja | Brazília                        | 1949. szeptember 21. | 75 éves | 2007. november 24.   | XVI. Benedek pápa  | PRE  | Sant’Andrea al Quirinale                                       |
|         |       | Marcello Semeraro | a Szenttéavatási Ügyek Dikasztériuma prefektusa, a Santa Maria di Grottaferrata Területi Apátság apostoli kormányzója, a Grottaferratai Olasz Bazilita Rend pápai delegátusa, a Keleti Egyházak Dikasztériuma, az Istentiszteleti és Szentségi Fegyelmi Dikasztérium, a Kommunikációs Dikasztérium, valamint a Hittani Dikasztérium tagja | Olaszország                     | 1947. december 22.   | 77 éves | 2020. november 28.   | Ferenc pápa        | DIA  | Santa Maria in Domnica                                         |
|         |       | Berhaneyesus Demerew Souraphiel C.M. | az Addisz-abebai főegyházmegye érseke, az Etióp Egyház Tanácsának elnöke, az Etiópiai Interrituális Püspöki Konferencia elnöke, a Keleti Egyházak Dikasztériuma tagja | Etiópia                         | 1948. július 14.     | 77 éves | 2015. február 14.    | Ferenc pápa        | PRE  | San Romano Martire                                             |
|         |       | Jaime Spengler O.F.M. | a Porto Alegre-i főegyházmegye érseke, a Brazil Püspöki Konferencia elnöke, a Latin-amerikai Püspöki Tanács elnöke, a Hittani Dikasztérium, a Megszentelt Élet Intézményeinek és az Apostoli Élet Társaságainak Dikasztériuma és az Istentiszteleti és Szentségi Fegyelmi Dikasztérium tagja | Brazília                        | 1960. szeptember 6.  | 64 éves | 2024. december 7.    | Ferenc pápa        | PRE  | San Gregorio Magno alla Magliana Nuova                         |
|         |       | Leonardo Ulrich Steiner O.F.M. | a Manausi főegyházmegye érseke, az Amazóniai Egyházi Konferencia első alelnöke, a Megszentelt Élet Intézményeinek és az Apostoli Élet Társaságainak Dikasztériuma tagja | Brazília                        | 1950. november 6.    | 74 éves | 2022. augusztus 27.  | Ferenc pápa        | PRE  | San Leonardo da Porto Maurizio ad Acilia                       |
|         |       | Daniel Fernando Sturla Berhouet S.D.B. | a Montevideói főegyházmegye érseke, az Uruguayi Püspöki Konferencia alelnöke, a Megszentelt Élet Intézményeinek és az Apostoli Élet Társaságainak Dikasztériuma, az Istentiszteleti és Szentségi Fegyelmi Dikasztérium, az Evangelizációs Dikasztérium, a Latin-amerikai Pápai Bizottság, valamint az Apostoli Szék Vagyonkezelősége tagja | Uruguay                         | 1959. július 4.      | 66 éves | 2015. február 14.    | Ferenc pápa        | PRE  | Santa Galla                                                    |
|         |       | Ignatius Suharyo Hardjoatmodjo | a Jakartai főegyházmegye érseke, Indonézia tábori püspöke, az Evangelizációs Dikasztérium és a Vallásközi Párbeszéd Dikasztériuma tagja | Indonézia                       | 1950. július 9.      | 75 éves | 2019. október 5.     | Ferenc pápa        | PRE  | Spirito Santo alla Ferratella                                  |
|         |       | Luis Antonio Gokim Tagle | az Evangelizációs Dikasztérium - Elsődleges Evangelizáció és új Részegyházak Részlege proprefektusa, az Urbaniana Pápai Egyetem nagykancellárja, a Megszentelt Életért Felelős Dikasztériumközi Bizottság elnöke, a Kulturális és Nevelési Dikasztérium, a Megszentelt Élet Intézményeinek és az Apostoli Élet Társaságainak Dikasztériuma, a Keleti Egyházak Dikasztériuma, az Istentiszteleti és Szentségi Fegyelmi Dikasztérium, a Törvényszövegek Dikasztériuma, a Vallásközi Párbeszéd Dikasztériuma, az Evangelizációs Dikasztérium - Evangelizációs Alapkérdések Részlege, az Apostoli Szék Vagyonkezelősége, az Államtitkárság - Államok és Nemzetközi Szervezetek Részlege, valamint a Vallási Tevékenységek Intézete (IOR) Bíborosi Bizottsága tagja | Fülöp-szigetek                  | 1957. június 21.     | 68 éves | 2012. november 24.   | XVI. Benedek pápa  | PÜS  | Albano                                                         |
|         |       | Orani João Tempesta O.Cist. | a Rio de Janeiró-i Szent Sebestyén főegyházmegye érseke, a Kulturális és Nevelési Dikasztérium, az Evangelizációs Dikasztérium, az Istentiszteleti és Szentségi Fegyelmi Dikasztériuma, valamint a Latin-amerikai Pápai Bizottság tagja | Brazília                        | 1950. június 23.     | 75 éves | 2014. február 22.    | Ferenc pápa        | PRE  | Santa Maria Madre della Providenza a Monte Verde               |
|         |       | Baselios Cleemis (Isaac) Thottunkal ബസേലിയോസ് കർദ്ദിനാൾ ക്ലിമ്മീസ് (Baszélijósz Karaddinás Klimisz Tottunkál)                                              | a Tiruvanántapuram szír-malankár nagyérseke, a Szír-Malankár Szinódus elnöke, a Keleti Egyházak Dikasztériuma és a Vallásközi Párbeszéd Dikasztériuma tagja | India                           | 1959. június 15.     | 66 éves | 2012. november 24.   | XVI. Benedek pápa  | PRE  | San Gregorio VII                                               |
|         |       | Joseph William Tobin C.Ss.R. | a Newarki főegyházmegye érseke, a Turks- és Caicos-szigeteki sui juris misszió elöljárója, a Megszentelt Élet Intézményeinek és az Apostoli Élet Társaságainak Dikasztériuma, a Püspöki Dikasztérium, a Kulturális és Nevelési Dikasztérium, a Keresztény Egységtörekvés Dikasztériuma, az Apostoli Szignatúra Legfelsőbb Bírósága, valamint a Gazdasági Tanács tagja | Egyesült Államok                | 1952. május 3.       | 73 éves | 2016. november 19.   | Ferenc pápa        | PRE  | Santa Maria delle Grazie a Via Trionfale                       |
|         |       | Désiré Tsarahazana | a Toamasinai főegyházmegye érseke, az Evangelizációs Dikasztérium és a Kulturális és Nevelési Dikasztérium tagja | Madagaszkár                     | 1954. június 13.     | 71 éves | 2018. június 28.     | Ferenc pápa        | PRE  | San Gregorio Barbarigo alle Tre Fontane                        |
|         |       | Emil Paul Tscherrig | Olaszország és San Marino nyugalmazott apostoli nunciusa, az Apostoli Szignatúra Legfelsőbb Bírósága, az Evangelizációs Dikasztérium - Elsődleges Evangelizáció és új Részegyházak Részlege, a Püspöki Dikasztérium, a Szenttéavatási Ügyek Dikasztériuma, valamint a Vallási Tevékenységek Intézete (IOR) Bíborosi Bizottsága tagja | Svájc                           | 1947. február 3.     | 78 éves | 2023. szeptember 30. | Ferenc pápa        | DIA  | San Giuseppe in via Trionfale                                  |
|         |       | Peter Kodwo Appiah Turkson | a Pápai Tudományos és a Pápai Társadalomtudományi Akadémia kancellárja, az Átfogó Emberi Fejlődés Dikasztériuma nyugalmazott prefektusa, a Hittani Dikasztérium, az Istentiszteleti és Szentségi Fegyelmi Dikasztérium, az Evangelizációs Dikasztérium, a Kulturális és Nevelési Dikasztérium, a Keresztény Egységtörekvés Dikasztériuma, valamint az Apostoli Szék Vagyonkezelősége tagja | Ghána                           | 1948. október 11.    | 76 éves | 2003. október 21.    | II. János Pál pápa | PRE  | San Liborio                                                    |
|         |       | Jean-Paul Vesco O.P. | az Algíri főegyházmegye érseke, az Észak-Afrikai Regionális Püspöki Konferencia alelnöke, a Vallásközi Párbeszéd Dikasztériuma tagja | Algéria                         | 1962. március 10.    | 63 éves | 2024. december 7.    | Ferenc pápa        | PRE  | Sacro Cuore di Gesù agonizzante a Vitinia                      |
|         |       | Rainer Maria Woelki | a Kölni főegyházmegye érseke, az Istentiszteleti és Szentségi Fegyelmi Dikasztérium, a Keresztény Egységtörekvés Dikasztériuma, valamint az Apostoli Szék Vagyonkezelősége tagja | Németország                     | 1956. augusztus 18.  | 68 éves | 2012. február 18.    | XVI. Benedek pápa  | PRE  | San Giovanni Maria Vianney                                     |
|         |       | Lazzaro You Heung-sik | a Klérusdikasztérium prefektusa, a Szent Rendekre jelöltek Dikasztériumközi Bizottságának elnöke, az Egyházi Hivatásokért Felelős Pápai Munka elnöke, a Püspöki Dikasztérium, az Evangelizációs Dikasztérium - Evangelizációs Alapkérdések Részlege, az Istentiszteleti és Szentségi Fegyelmi Dikasztérium, a Kulturális és Nevelési Dikasztérium, a Törvényszövegek Dikasztériuma, valamint a Vatikánvárosi Állam Pápai Bizottságának tagja | Dél-Korea                       | 1951. november 17.   | 73 éves | 2022. augusztus 27.  | Ferenc pápa        | DIA  | Gesù Buon Pastore alla Montagnola                              |
|         |       | Mario Zenari | Szíria apostoli nunciusa, a Keleti Egyházak Dikasztériuma tagja | Olaszország                     | 1946. január 5.      | 79 éves | 2016. november 19.   | Ferenc pápa        | DIA  | Santa Maria delle Grazie alle Fornaci fuori Porta Cavalleggeri |
|         |       | Matteo Maria Zuppi | a Bolognai főegyházmegye érseke, az Olasz Püspöki Konferencia elnöke, az Átfogó Emberi Fejlődés Dikasztériuma, az Evangelizációs Dikasztérium - Evangelizációs Alapkérdések Részlege, a Keleti Egyházak Dikasztériuma, valamint az Apostoli Szék Vagyonkezelőségének tagja | Olaszország                     | 1955. október 11.    | 69 éves | 2019. október 5.     | Ferenc pápa        | PRE  | Sant’Egidio in Trastevere                                      |

## Pápaválasztó joggal nem rendelkező (80 év feletti) bíborosok
| Fénykép | Címer | Név                                                                        | Címek, dikasztériumi tagságok | Származási ország         | Születési dátum      | Életkor | Kinevezés                             | Kinevező pápa      | Rend | Címtempoma                                                        |
| ------- | ----- | -------------------------------------------------------------------------- | --- | ------------------------- | -------------------- | ------- | ------------------------------------- | ------------------ | ---- | ----------------------------------------------------------------- |
|         |       | Santos Abril y Castelló                                                    | a Santa Maria Maggiore-bazilika nyugalmazott főpapja, a Katolikus Egyház volt al-bíboros kamarása, a Megtestesült Ige Intézetének apostoli biztosa | Spanyolország             | 1935. szeptember 21. | 89 éves | 2012. február 18.                     | XVI. Benedek pápa  | PRE  | San Ponziano                                                      |
|         |       | Angelo Acerbi                                                              | Hollandia nyugalmazott apostoli nunciusa, 1990 és 1997 között Magyarország apostoli nuncisa | Olaszország               | 1925. szeptember 23. | 99 éves | 2024. december 7.                     | Ferenc pápa        | DIA  | Santi Angeli Custodi a Città Giardino                             |
|         |       | George Alencherry ജോർജ് ആലഞ്ചേരി (Dzsódzs Álanycseri)                           | Ernakulam–Angamaly szír-malabár nyugalmazott nagyérseke, a Szír-malabár Egyház Szinódusának nyugalmazott elnöke, a Keleti Egyházak Dikasztériuma tagja | India                     | 1945. április 19.    | 80 éves | 2012. február 18.                     | XVI. Benedek pápa  | PRE  | San Bernardo alle Terme                                           |
|         |       | Ennio Antonelli                                                            | a Család Pápai Tanácsa nyugalmazott elnöke | Olaszország               | 1936. november 18.   | 88 éves | 2003. október 21.                     | II. János Pál pápa | PRE  | Sant'Andrea delle Fratte                                          |
|         |       | Celestino Aós Braco OFM Cap.                                               | a Santiago de Chile-i főegyházmegye nyugalmazott érseke, a Kultúrális és Nevelési Dikasztérium, az Istentiszteleti és Szentségi Fegyelmi Dikasztérium, valamint a Latin-amerikai Pápai Bizottság tagja | Chile                     | 1945. április 6.     | 80 éves | 2020. november 28.                    | Ferenc pápa        | PRE  | Santi Nereo ed Achilleo                                           |
|         |       | Francis Arinze                                                             | az Istentiszteleti és Szentségi Fegyelmi Kongregáció nyugalmazott prefektusa | Nigéria                   | 1932. november 1.    | 92 éves | 1985. május 25.                       | II. János Pál pápa | PÜS  | Velletri-Segni                                                    |
|         |       | Felipe Arizmendi Esquivel                                                  | a San Cristóbal de las Casas-i egyházmegye nyugalmazott püspöke | Mexikó                    | 1940. május 1.       | 85 éves | 2020. november 28.                    | Ferenc pápa        | PRE  | San Luigi Maria Grignion de Montfort                              |
|         |       | Audrys Juozas Bačkis                                                       | a Vilniusi főegyházmegye nyugalmazott érseke | Litvánia                  | 1937. február 1.     | 88 éves | 2001. február 21.                     | II. János Pál pápa | PRE  | Natività di Nostro Signore Gesù Cristo a Via Gallia               |
|         |       | Angelo Bagnasco                                                            | a Genovai főegyházmegye nyugalmazott érseke | Olaszország               | 1943. január 14.     | 82 éves | 2007. november 24.                    | XVI. Benedek pápa  | PRE  | Gran Madre di Dio                                                 |
|         |       | Lorenzo Baldisseri                                                         | a Püspöki Szinódus nyugalmazott főtitkára, az Evangelizációs Dikasztérium tagja | Olaszország               | 1940. szeptember 29. | 84 éves | 2014. február 22.                     | Ferenc pápa        | PRE  | Sant’Anselmo all’Aventino                                         |
|         |       | Pedro Ricardo Barreto Jimeno SJ                                            | a Huancayói főegyházmegyenyugalmazott érseke, az Amazóniai Egyházi Konferencia elnöke, az Átfogó Emberi Fejlődés Dikasztériuma tagja | Peru                      | 1944. február 12.    | 81 éves | 2018. június 28.                      | Ferenc pápa        | PRE  | Santi Pietro e Paolo a Via Ostiense                               |
|         |       | Gualtiero Bassetti                                                         | a Perugia-Città della Pieve-i főegyházmegye nyugalmazott érseke | Olaszország               | 1942. április 7.     | 83 éves | 2014. február 22.                     | Ferenc pápa        | PRE  | Santa Cecilia                                                     |
|         |       | Giovanni Angelo Becciu                                                     | a Szenttéavatási Ügyek Kongregációja nyugalmazott prefektusa | Olaszország               | 1948. június 2.      | 77 éves | 2018. június 28.                      | Ferenc pápa        | DIA  | San Lino                                                          |
|         |       | Giuseppe Bertello                                                          | a Vatikánvárosi Állam Pápai Bizottságának nyugalmazott elnöke, Vatikánvárosi Állam Kormányzóságának nyugalmazott elnöke, az Evangelizációs Dikasztérium tagja | Olaszország               | 1942. október 1.     | 82 éves | 2012. február 18.                     | XVI. Benedek pápa  | PRE  | Santi Vito, Modesto e Crescenzia                                  |
|         |       | Tarcisio Bertone S.D.B.                                                    | a Pápai Államtitkárság nyugalmazott államtitkára, a Római Szent Egyház nyugalmazott kamarása, az Evangelizációs Dikasztérium tagja | Olaszország               | 1934. december 2.    | 90 éves | 2003. október 21.                     | II. János Pál pápa | PÜS  | Frascati                                                          |
|         |       | Ricardo Blázquez Pérez                                                     | a Valladolidi főegyházmegye nyugalmazott érseke | Spanyolország             | 1942. április 13.    | 83 éves | 2015. február 14.                     | Ferenc pápa        | PRE  | Santa Maria in Vallicella                                         |
|         |       | Aquilino Bocos Merino CMF                                                  | Spanyol klaretiánus szerzetes | Spanyolország             | 1938. május 17.      | 87 éves | 2018. június 28.                      | Ferenc pápa        | DIA  | Santa Lucia del Gonfalone                                         |
|         |       | Seán Baptist Brady                                                         | az Armagh-i főegyházmegye nyugalmazott érseke | Írország                  | 1939. augusztus 16.  | 86 éves | 2007. november 24.                    | XVI. Benedek pápa  | PRE  | Santi Quirico e Giulitta                                          |
|         |       | Walter Brandmüller                                                         | a Pápai Történettudományi Bizottság nyugalmazott elnöke | Németország               | 1929. január 5.      | 96 éves | 2010. november 20.                    | XVI. Benedek pápa  | PRE  | San Giuliano dei Fiamminghi                                       |
|         |       | Domenico Calcagno                                                          | az Apostoli Szék Vagyonkezelőségének nyugalmazott elnöke, az Evangelizációs Dikasztérium tagja | Olaszország               | 1943. február 3.     | 82 éves | 2012. február 18.                     | XVI. Benedek pápa  | PRE  | Annunciazione della Beata Vergine Maria a Via Ardeatina           |
|         |       | Raniero Cantalamessa OFM Cap.                                              | a Pápai Ház nyugalmazott prédikátora | Olaszország               | 1934. július 22.     | 91 éves | 2020. november 28.                    | Ferenc pápa        | DIA  | Sant’Apollinare alle Terme Neroniane-Alessandrine                 |
|         |       | Juan Luis Cipriani Thorne                                                  | a Limai főegyházmegye nyugalmazott érseke | Peru                      | 1943. december 28.   | 81 éves | 2001. február 21.                     | II. János Pál pápa | PRE  | San Camillo de Lellis                                             |
|         |       | Francesco Coccopalmerio                                                    | a Törvényszövegek Pápai Tanácsa nyugalmazott elnöke | Olaszország               | 1938. március 6.     | 87 éves | 2012. február 18.                     | XVI. Benedek pápa  | PRE  | San Giuseppe dei Falegnami                                        |
|         |       | Angelo Comastri                                                            | Őszentsége nyugalmazott általános helynöke, a Szent Péter Műhely nyugalmazott elnöke, a Szent Péter-bazilika nyugalmazott főpapja | Olaszország               | 1943. szeptember 17. | 81 éves | 2007. november 24.                    | XVI. Benedek pápa  | PRE  | San Salvatore in Lauro                                            |
|         |       | Joseph Coutts                                                              | a Karacsi főegyházmegye nyugalmazott érseke | Pakisztán                 | 1945. július 21.     | 80 éves | 2018. június 28.                      | Ferenc pápa        | PRE  | San Bonaventura da Bagnoregio                                     |
|         |       | Raymundo Damasceno Assis                                                   | az Aparecidai főegyházmegye nyugalmazott érseke, az Evangélium Hírnökei apostoli biztosa | Brazília                  | 1937. február 15.    | 88 éves | 2010. november 20.                    | XVI. Benedek pápa  | PRE  | Immacolata al Tiburtino                                           |
|         |       | Julius Riyadi Darmaatmadja S.J.                                            | a Jakartai főegyházmegye nyugalmazott érseke, Indonézia nyugalmazott tábori püspöke | Indonézia                 | 1934. december 20.   | 90 éves | 1994. november 26.                    | II. János Pál pápa | PRE  | Sacro Cuore di Maria                                              |
|         |       | Salvatore De Giorgi                                                        | a Palermói főegyházmegye nyugalmazott érseke | Olaszország               | 1930. szeptember 6.  | 94 éves | 1998. február 21.                     | II. János Pál pápa | PRE  | Santa Maria in Ara Coeli                                          |
|         |       | Patrick D’Rozario CSC                                                      | a Dakkai főegyházmegye nyugalmazott érseke | Banglades                 | 1943. október 1.     | 81 éves | 2016. november 19.                    | Ferenc pápa        | PRE  | Nostra Signora del Santissimo Sacramento e Santi Martiri Canadesi |
|         |       | Dominik Jaroslav Duka O.P.                                                 | a Prágai főegyházmegye nyugalmazott érseke, a Megszentelt Élet Intézményeinek és az Apostoli Élet Társaságainak Dikasztériuma tagja | Csehország                | 1943. április 26.    | 82 éves | 2012. február 18.                     | XVI. Benedek pápa  | PRE  | Santi Marcellino e Pietro                                         |
|         |       | Stanisław Dziwisz                                                          | a Krakkói főegyházmegye nyugalmazott érseke, II. János Pál pápa volt személyi titkára | Lengyelország             | 1939. április 27.    | 86 éves | 2006. március 24.                     | XVI. Benedek pápa  | PRE  | Santa Maria del Popolo                                            |
|         |       | Francisco Javier Errázuriz Ossa P. Schönstatt                              | a Santiago de Chile-i főegyházmegye nyugalmazott érseke | Chile                     | 1933. szeptember 5.  | 91 éves | 2001. február 21.                     | II. János Pál pápa | PRE  | Santa Maria della Pace                                            |
|         |       | Ricardo Ezzati Andrello SDB                                                | a Santiago de Chile-i főegyházmegye nyugalmazott érseke | Chile                     | 1942. január 7.      | 83 éves | 2014. február 22.                     | Ferenc pápa        | PRE  | Santissimo Redentore a Valmelaina                                 |
|         |       | Raffaele Farina S.D.B.                                                     | a Vatikáni Titkos Levéltár nyugalmazott levéltárosa, a Vatikán Apostoli Könyvtárának nyugalmazott könyvtárosa | Olaszország               | 1933. szeptember 24. | 91 éves | 2007. november 24.                    | XVI. Benedek pápa  | PRE  | San Giovanni della Pigna                                          |
|         |       | Enrico Feroci                                                              | a római Isteni Szeretet kegyhely plébánosa | Olaszország               | 1940. augusztus 27.  | 84 éves | 2020. november 28.                    | Ferenc pápa        | DIA  | Santa Maria del Divino Amore a Castel di Leva                     |
|         |       | Michael Louis Fitzgerald M.Afr.                                            | Egyiptom nyugalmazott apostoli nunciusa | Nagy-Britannia            | 1937. augusztus 17.  | 87 éves | 2019. október 5.                      | Ferenc pápa        | DIA  | Santa Maria in Portico                                            |
|         |       | Fortunato Frezza                                                           | a Szent Péter-bazilika kanonokja | Olaszország               | 1942. február 6.     | 83 éves | 2022. augusztus 27.                   | Ferenc pápa        | DIA  | Santa Maria in Via Lata                                           |
|         |       | Gianfranco Ghirlanda S.J.                                                  | a Szuverén Máltai lovagrend patrónusa, a Memores Domini közösség pápai felügyelője és a Pápai Gergely Egyetem nyugalmazott rektora az Evangelizációs Dikasztérium, a Hittani Dikasztérium, a Megszentelt Élet Intézményeinek és az Apostoli Élet Társaságainak Dikasztériuma, valamint a Törvényszövegek Dikasztériuma tagja                   | Olaszország               | 1942. július 5.      | 83 éves | 2022. augusztus 27.                   | Ferenc pápa        | DIA  | Santissimo Nome di Gesù                                           |
|         |       | Oswald Gracias(Oszváld Grászijasz)                                         | a Mumbai főegyházmegye nyugalmazott érseke, a Törvényszövegek Dikasztériuma és a Bíborosi Tanács tagja | India                     | 1944. december 24.   | 80 éves | 2007. november 24.                    | XVI. Benedek pápa  | PRE  | San Paolo della Croce a "Corviale"                                |
|         |       | Julián Herranz Casado                                                      | a Törvényszövegek Pápai Tanácsa nyugalmazott elnöke, a Római Kúria Fegyelmi Bizottsága nyugalmazott elnöke | Spanyolország             | 1930. március 31.    | 95 éves | 2003. október 21.                     | II. János Pál pápa | PRE  | Sant’Eugenio                                                      |
|         |       | Jorge Enrique Jiménez Carvajal C.I.M.                                      | a Cartagenai főegyházmegye nyugalmazott érseke | Kolumbia                  | 1942. március 29.    | 83 éves | 2022. augusztus 27.                   | Ferenc pápa        | PRE  | Santa Dorotea                                                     |
|         |       | Walter Kasper                                                              | a Keresztény Egységtörekvés Pápai Tanácsa nyugalmazott elnöke | Németország               | 1933. március 5      | 92 éves | 2001. február 21.                     | II. János Pál pápa | PRE  | Ognissanti in Via Appia Nuova                                     |
|         |       | Michael Michai Kitbunchu ไมเกิ้ล มีชัย กิจบุญชู                                   | a Bangkoki főegyházmegye nyugalmazott érseke, a bíborosi testület proto-presbitere | Thaiföld                  | 1929. január 25.     | 96 éves | 1983. február 2.                      | II. János Pál pápa | PRE  | San Lorenzo in Panisperna                                         |
|         |       | José Luis Lacunza Maestrjuán O.A.R.                                        | a Davidi egyházmegye nyugalmazott püspöke, a Kulturális és Nevelési Dikasztérium és a Latin-amerikai Pápai Bizottság tagja | Panama                    | 1944. február 24.    | 81 éves | 2015. február 14.                     | Ferenc pápa        | PRE  | San Giuseppe da Copertino                                         |
|         |       | Luis Francisco Ladaria Ferrer SJ                                           | a Hittani Dikasztérium nyugalmazott prefektusa, a Nemzetközi Teológiai Bizottság és a Pápai Biblikus Bizottság nyugalmazott elnöke, a Keresztény Egységtörekvés Dikasztériuma, a Kulturális és Nevelési Dikasztérium, a Keleti Egyházak Dikasztériuma, a Megszentelt Élet Intézményeinek és az Apostoli Élet Társaságainak Dikasztériuma tagja | Spanyolország             | 1944. április 19.    | 81 éves | 2018. június 28.                      | Ferenc pápa        | DIA  | Sant'Ignazio di Loyola a Campo Marzio                             |
|         |       | Giovanni Lajolo                                                            | a Vatikáni Városállam Pápai Bizottságának nyugalmazott elnöke, Vatikáni Városállam Kormányzóságának nyugalmazott elnöke | Olaszország               | 1935. január 3.      | 90 éves | 2007. november 24.                    | XVI. Benedek pápa  | PRE  | Santa Maria Liberatrice a Monte Testaccio                         |
|         |       | Júlio Duarte Langa                                                         | a Xai-Xai egyházmegye nyugalmazott püspöke | Mozambik                  | 1927. október 27.    | 97 éves | 2015. február 14.                     | Ferenc pápa        | PRE  | San Gabriele dell'Addolorata                                      |
|         |       | Nicolás de Jesús López Rodríguez                                           | a Santo Domingó-i főegyházmegye nyugalmazott érseke, a Dominikai Köztársaság nyugalmazott tábori püspöke | Dominikai Köztársaság     | 1936. október 31.    | 88 éves | 1991. június 28.                      | II. János Pál pápa | PRE  | San Pio X alla Balduina                                           |
|         |       | Roger Michael Mahony                                                       | a Los Angeles-i főegyházmegye nyugalmazott érseke | Amerikai Egyesült Államok | 1936. február 27.    | 89 éves | 1991. június 28.                      | II. János Pál pápa | PRE  | Santi Quattro Coronati                                            |
|         |       | Adam Joseph Maida                                                          | a Detroit-i főegyházmegye nyugalmazott érseke, a Kajmán-szigetek nyugalmazott egyházi elöljárója | Amerikai Egyesült Államok | 1930. március 18.    | 95 éves | 1994. november 26.                    | II. János Pál pápa | PRE  | Santi Vitale, Valeria, Gervasio e Protasio                        |
|         |       | Louis-Marie Ling Mangkhanekhoun IVD                                        | Viantiane nyugalmazott apostoli vikáriusa, Luangprabangi apostoli vikariátus apostoli kormányzója, az Evangelizációs Dikasztérium, a Vallásközi Párbeszéd Dikasztériuma és az Átfogó Emberi Fejlődés Dikasztériuma tagja | Laosz                     | 1944. április 8.     | 81 éves | 2017. június 28.                      | Ferenc pápa        | PRE  | San Silvestro in Capite                                           |
|         |       | Agostino Marchetto                                                         | az Átfogó Emberi Fejlődés Szolgálatában Dikasztérium nyugalmazott titkára | Olaszország               | 1940. augusztus 28.  | 84 éves | 2023. szeptember 30.                  | Ferenc pápa        | DIA  | Santa Maria Goretti                                               |
|         |       | Lluís Martínez Sistach                                                     | a Barcelonai főegyházmegye nyugalmazott érseke | Spanyolország             | 1937. április 29.    | 88 éves | 2007. november 24.                    | XVI. Benedek pápa  | PRE  | San Sebastiano alle Catacombe                                     |
|         |       | Edoardo Menichelli                                                         | az Ancona-Osimói főegyházmegye nyugalmazott érseke | Olaszország               | 1939. október 14.    | 85 éves | 2015. február 14.                     | Ferenc pápa        | PRE  | Sacri Cuori di Gesù e Maria a Tor Fiorenza                        |
|         |       | Arrigo Miglio                                                              | a Cagliari főegyházmegye nyugalmazott érseke | Olaszország               | 1942. július 18.     | 83 éves | 2022. augusztus 27.                   | Ferenc pápa        | PRE  | San Clemente                                                      |
|         |       | Manuel Monteiro de Castro                                                  | az Apostoli Penitenciária nyugalmazott főpenitenciárusa | Portugália                | 1938. március 29.    | 87 éves | 2012. február 18.                     | XVI. Benedek pápa  | PRE  | San Domenico di Guzman                                            |
|         |       | Francesco Monterisi                                                        | a Falakon Kívüli Szent Pál Bazilika nyugalmazott főpapja | Olaszország               | 1934. május 28.      | 91 éves | 2010. november 20.                    | XVI. Benedek pápa  | PRE  | San Paolo alla Regola                                             |
|         |       | Lucian Mureșan                                                             | a Fogaras-Gyulafehérvári görögkatolikus főegyházmegye nagyérseke, a Román Egyház Szinódusának elnöke, a Romániai Püspöki Konferencia alelnöke, a Keleti Egyházak Kongregációja tagja | Románia                   | 1931. május 23.      | 94 éves | 2010. november 20.                    | XVI. Benedek pápa  | PRE  | Sant’Atanasio                                                     |
|         |       | Wilfrid Fox Napier O.F.M.                                                  | a Durbani főegyházmegye nyugalmazott érseke, az Eshowe-i egyházmegye apostoli kormányzója | Dél-afrikai Köztársaság   | 1941. március 8.     | 84 éves | 2001. február 21.                     | II. János Pál pápa | PRE  | San Francesco d’Assisi ad Acilia                                  |
|         |       | Pierre Nguyễn Văn Nhơn Ngài Phải Lớn Lên                                   | a Hanoi főegyházmegye nyugalmazott érseke | Vietnám                   | 1938. április 1.     | 87 éves | 2015. február 14.                     | Ferenc pápa        | PRE  | San Tommaso Apostolo                                              |
|         |       | Edwin Frederick O’Brien                                                    | a Jeruzsálemi Szent Sír Lovagrend nyugalmazott nagymestere | Amerikai Egyesült Államok | 1939. április 8.     | 86 éves | 2012. február 18.                     | XVI. Benedek pápa  | PRE  | San Sebastiano al Palatino                                        |
|         |       | Anthony Olubunmi Okogie                                                    | a Lagosi főegyházmegye nyugalmazott érseke | Nigéria                   | 1936. június 16.     | 89 éves | 2003. október 21.                     | II. János Pál pápa | PRE  | Beata Vergine Maria del Monte Carmelo a Mostacciano               |
|         |       | Seán Patrick O’Malley O.F.M. Cap.                                          | a Bostoni főegyházmegye nyugalmazott érseke, a Kiskorúak Védelmének Pápai Bizottsága nyugalmazott elnöke, a Klérusdikasztérium, a Hittani Dikasztérium, a Megszentelt Élet Intézményei és Apostoli Élet Társaságai Dikasztérium, valamint a Bíborosi Tanács tagja                                                                              | Amerikai Egyesült Államok | 1944. június 29.     | 81 éves | 2006. március 24.                     | XVI. Benedek pápa  | PRE  | Santa Maria della Vittoria                                        |
|         |       | John Olorunfemi Onaiyekan                                                  | az Abujai főegyházmegye nyugalmazott érseke, a Hittani Dikasztérium tagja | Nigéria                   | 1944. január 29.     | 81 éves | 2012. november 24.                    | XVI. Benedek pápa  | PRE  | San Saturnino                                                     |
|         |       | Carlos Osoro Sierra                                                        | a Madridi főegyházmegye nyugalmazott érseke, a Keleti Rítus nyugalmazott spanyol ordináriusa, a Keleti Egyházak Dikasztériuma, valamint a Latin-amerikai Pápai Bizottság tagja | Spanyolország             | 1945. május 16.      | 80 éves | 2016. november 19.                    | Ferenc pápa        | PRE  | Santa Maria in Trastevere                                         |
|         |       | Marc Armand Ouellet P.S.S.                                                 | a Püspöki Dikasztérium nyugalmazott prefektusa, a Latin-amerikai Pápai Bizottság nyugalmazott elnöke, a Kulturális és Nevelési Dikasztérium, a Klérusdikasztérium, a Hittani Dikasztérium, valamint a Törvényszövegek Dikasztériuma tagja | Kanada                    | 1944. június 8.      | 81 éves | 2003. október 21.                     | II. János Pál pápa | PÜS  | Santa Maria in Traspontina                                        |
|         |       | Diego Rafael Padrón Sánchez                                                | a Cumanái főegyházmegye nyugalmazott érseke | Venezuela                 | 1939. május 17.      | 86 éves | 2023. szeptember 30.                  | Ferenc pápa        | PRE  | San Gaetano                                                       |
|         |       | Polycarp Pengo                                                             | a Dar-es-Salaam-i főegyházmegye nyugalmazott érseke | Tanzánia                  | 1944. augusztus 5.   | 81 éves | 1998. február 21.                     | II. János Pál pápa | PRE  | Nostra Signora de La Salette                                      |
|         |       | Jean-Baptiste Phạm Minh Mẫn (Gioan Baotixia Phạm Minh Mẫn)                 | a Ho Si Minh-város főegyházmegye nyugalmazott érseke | Vietnám                   | 1934. március 5.     | 91 éves | 2003. október 21.                     | II. János Pál pápa | PRE  | San Giustino                                                      |
|         |       | Mauro Piacenza                                                             | az Apostoli Penitenciária nyugalmazott főpentitenciárusa, az Istentiszteleti és Szentségi Fegyelmi Dikasztérium és a Szenttéavatási Ügyek Dikasztériuma tagja | Olaszország               | 1944. szeptember 15. | 80 éves | 2010. november 20.                    | XVI. Benedek pápa  | PRE  | San Paolo alle Tre Fontane                                        |
|         |       | Maurice Evenor Piat C.S.Sp.                                                | a Port Louis-i Egyházmegye nyugalmazott püspöke | Mauritius                 | 1941. július 19.     | 84 éves | 2016. november 19.                    | Ferenc pápa        | PRE  | Santa Teresa al Corso d’Italia                                    |
|         |       | Toribio Porco Ticona                                                       | Corocoro prelatúra nyugalmazott prelátusa | Bolívia                   | 1937. április 25.    | 88 éves | 2018. június 28.                      | Ferenc pápa        | PRE  | Santi Gioacchino ed Anna al Tuscolano                             |
|         |       | Baltazar Enrique Porras Cardozo                                            | a Caracas-i főegyházmegye nyugalmazott érseke, a Klérusdikasztérium, a Világiak, Családok és Életvédelem Dikasztériuma, valamint a Latin-amerikai Pápai Bizottság tagja | Venezuela                 | 1944. október 10.    | 80 éves | 2016. november 19.                    | Ferenc pápa        | PRE  | Santi Giovanni Evangelista e Petronio                             |
|         |       | Paul Joseph Jean Poupard                                                   | a Kultúra Pápai Tanácsa nyugalmazott elnöke, a Vallásközi Párbeszéd Pápai Tanácsa nyugalmazott elnöke | Franciaország             | 1930. augusztus 30   | 94 éves | 1985. május 25.                       | II. János Pál pápa | PRE  | Santa Prassede                                                    |
|         |       | Jānis Pujats                                                               | a Rigai főegyházmegye nyugalmazott érseke | Lettország                | 1930. november 14.   | 94 éves | 1998. február 21. (2001. február 21.) | II. János Pál pápa | PRE  | Santa Silvia                                                      |
|         |       | Orlando Beltrán Quevedo O.M.I.                                             | a Cotabatói főegyházmegye nyugalmazott érseke | Fülöp-szigetek            | 1939. március 11.    | 86 éves | 2014. február 22.                     | Ferenc pápa        | PRE  | Santa Maria “Regina Mundi” a Torre Spaccata                       |
|         |       | Béchara Boutros Raï O.M.M. بشارة بطرس الراعي, (Mor Bisárah Buṭrusz al-Rái) | Antiochia maronita pátriárkája, a Maronita egyház Szinódusának elnöke, a Libanoni Katolikus Pátriárkák és Püspökök Gyűlésének elnöke, a Keleti Katolikus Pátriárkák Tanácsának elnöke, a Keleti Egyházak Kongregációja tagja | Libanon                   | 1940. február 25.    | 85 éves | 2012. november 24.                    | XVI. Benedek pápa  | PÜS  |                                                                   |
|         |       | Gianfranco Ravasi                                                          | az Egyházi Régészeti Pápai Bizottság nyugalmazott elnöke és a Kultúra Pápai Tanácsa nyugalmazott elnöke | Olaszország               | 1942. október 18.    | 82 éves | 2010. november 20.                    | XVI. Benedek pápa  | PRE  | San Giorgio in Velabro                                            |
|         |       | Giovanni Battista Re                                                       | a Bíborosi Kollégium dékánja, a Püspöki Kongregáció nyugalmazott prefektusa, a Latin-amerikai Pápai Bizottság nyugalmazott elnöke, az Államtitkárság - Államok és Nemzetközi Szervezetek Részlege tagja | Olaszország               | 1934. január 30.     | 91 éves | 2001. február 21.                     | II. János Pál pápa | PÜS  | Sabina-Poggio Mirteto, Ostia                                      |
|         |       | Jean-Pierre Bernard Ricard                                                 | a Bordeaux-i főegyházmegye nyugalmazott érseke, a Hittani Dikasztérium, az Istentiszteleti és Szentségi Fegyelmi Dikasztérium, valamint a Keresztény Egységtörekvés Dikasztériuma tagja | Franciaország             | 1944. szeptember 25. | 80 éves | 2006. március 24.                     | XVI. Benedek pápa  | PRE  | Sant’Agostino                                                     |
|         |       | Justin Francis Rigali                                                      | a Philadelphia-i főegyházmegye nyugalmazott érseke | Amerikai Egyesült Államok | 1935. április 19.    | 90 éves | 2003. október 21.                     | II. János Pál pápa | PRE  | Santa Prisca                                                      |
|         |       | Norberto Rivera Carrera                                                    | a Mexikóvárosi főegyházmegye nyugalmazott érseke | Mexikó                    | 1942. június 6.      | 83 éves | 1998. február 21.                     | II. János Pál pápa | PRE  | San Francesco d’Assisi a Ripa Grande                              |
|         |       | Franc Rodé C.M.                                                            | a Megszentelt Élet Intézményei és Apostoli Élet Társaságai Kongregáció nyugalmazott prefektusa, a Ljubljanai főegyházmegye nyugalmazott érseke | Szlovénia                 | 1934. szeptember 23. | 90 éves | 2006. március 24.                     | XVI. Benedek pápa  | PRE  | San Francesco Saverio alla Garbatella                             |
|         |       | Oscar Andrés Rodríguez Maradiaga S.D.B.                                    | a Tegucigalpai főegyházmegye nyugalmazott érseke | Honduras                  | 1942. december 29.   | 82 éves | 2001. február 21.                     | II. János Pál pápa | PRE  | Santa Maria della Speranza                                        |
|         |       | Paolo Romeo                                                                | a Palermói főegyházmegye nyugalmazott érseke | Olaszország               | 1938. február 20.    | 87 éves | 2010. november 20.                    | XVI. Benedek pápa  | PRE  | Santa Maria Odigitria dei Siciliani                               |
|         |       | José Gregorio Rosa Chávez                                                  | a San Salvador-i főegyházmegye nyugalmazott segédpüspöke | Salvador                  | 1942. szeptember 3.  | 82 éves | 2017. június 28.                      | Ferenc pápa        | PRE  | Santissimo Sacramento a Tor de’ Schiavi                           |
|         |       | Gaudencio Borbon Rosales                                                   | a Manilai főegyházmegye nyugalmazott érseke | Fülöp-szigetek            | 1932. augusztus 10.  | 93 éves | 2006. március 24.                     | XVI. Benedek pápa  | PRE  | Santissimo Nome di Maria a Via Latina                             |
|         |       | Antonio María Rouco Varela                                                 | a Madridi főegyházmegye nyugalmazott érseke | Spanyolország             | 1936. augusztus 20.  | 88 éves | 1998. február 21.                     | II. János Pál pápa | PRE  | San Lorenzo in Damaso                                             |
|         |       | Camillo Ruini                                                              | a Római egyházmegye nyugalmazott általános helynöke, a Lateráni Szent János Pápai Bazilika nyugalmazott főpapja, a Pápai Lateráni Egyetem nyugalmazott nagykancellárja | Olaszország               | 1931. február 19.    | 94 éves | 1991. június 28.                      | II. János Pál pápa | PRE  | Sant’Agnese fuori le mura                                         |
|         |       | Stanisław Marian Ryłko                                                     | a Santa Maria Maggiore Bazilika nyugalmazott főpapja, a Világiak Pápai Tanácsának nyugalmazott elnöke, a Szenttéavatási Ügyek Dikasztériuma tagja | Lengyelország             | 1945. július 4.      | 80 éves | 2007. november 24.                    | XVI. Benedek pápa  | PRE  | Sacro Cuore di Cristo Re                                          |
|         |       | Jesús Rubén Salazar Gómez                                                  | a Bogotái főegyházmegye nyugalmazott érseke | Kolumbia                  | 1942. szeptember 22. | 82 éves | 2012. november 24.                    | XVI. Benedek pápa  | PRE  | San Gerardo Maiella                                               |
|         |       | Juan Sandoval Íñiguez                                                      | a Guadalajarai főegyházmegye nyugalmazott érseke | Mexikó                    | 1933. március 28.    | 92 éves | 1994. november 26.                    | II. János Pál pápa | PRE  | Nostra Signora di Guadalupe e San Filippo Martire in Via Aurelia  |
|         |       | Leonardo Sandri                                                            | a Bíborosi Kollégium aldékánja, a Keleti Egyházak Dikasztériuma nyugalmazott prefektusa, a Pápai Keleti Intézet nyugalmazott nagykancellárja, a Püspöki Dikasztérium, az Apostoli Szignatúra Legfelsőbb Bírósága, valamint a Vatikánvárosi Állam Pápai Bizottsága tagja                                                                        | Argentína                 | 1943. november 18.   | 81 éves | 2007. november 24.                    | XVI. Benedek pápa  | PÜS  | Santi Biagio e Carlo ai Catinari                                  |
|         |       | Robert Sarah                                                               | az Istentiszteleti és Szentségi Fegyelmi Kongregáció nyugalmazott prefektusa, a Keleti Egyházak Dikasztériuma, a Szenttéavatási Ügyek Dikasztériuma, az Evangelizációs Dikasztérium, valamint az Istentiszteleti és Szentségi Fegyelmi Dikasztérium tagja                                                                                      | Guinea                    | 1945. június 15.     | 80 éves | 2010. november 20.                    | XVI. Benedek pápa  | PRE  | San Giovanni Bosco in via Tuscolana                               |
|         |       | Jose Saraiva Martins C.M.F.                                                | a Szenttéavatási Ügyek Kongregációja nyugalmazott prefektusa | Portugália                | 1932. január 6.      | 93 éves | 2001. február 21.                     | II. János Pál pápa | PÜS  | Palestrina                                                        |
|         |       | Théodore-Adrien Sarr                                                       | a Dakari főegyházmegye nyugalmazott érseke | Szenegál                  | 1936. november 28.   | 88 éves | 2007. november 24.                    | XVI. Benedek pápa  | PRE  | Santa Lucia a Piazza d’Armi                                       |
|         |       | Christoph Schönborn O.P.                                                   | a Keleti Rítus ausztriai ordináriusa, a Vallási Tevékenységek Intézete (IOR) Bíborosi Bizottsága elnöke, a Bécsi főegyházmegye nyugalmazott érseke, a Hittani Dikasztérium, a Keleti Egyházak Dikasztériuma, valamint az Evangelizációs Dikasztérium tagja                                                                                     | Ausztria                  | 1945. január 22.     | 80 éves | 1998. február 21.                     | II. János Pál pápa | PRE  | Gesù Divin Lavoratore                                             |
|         |       | Angelo Scola                                                               | a Milánói főegyházmegye nyugalmazott érseke | Olaszország               | 1941. november 7.    | 83 éves | 2003. október 21.                     | II. János Pál pápa | PRE  | Santi XII Apostoli                                                |
|         |       | Crescenzio Sepe                                                            | a Nápolyi főegyházmegye nyugalmazott érseke, a Népek Evangelizálása Kongregáció nyugalmazott prefektusa | Olaszország               | 1943. június 2.      | 82 éves | 2001. február 21.                     | II. János Pál pápa | PRE  | Dio Padre misericordioso                                          |
|         |       | Ernest Simoni                                                              | a Shkodrai egyházmegye áldozópapja | Albánia                   | 1928. október 18.    | 96 éves | 2016. november 19.                    | Ferenc pápa        | DIA  | Santa Maria della Scala                                           |
|         |       | James Francis Stafford                                                     | az Apostoli Penitenciária nyugalmazott főpenitenciáriusa, a Denveri egyházmegye nyugalmazott érseke | Amerikai Egyesült Államok | 1932. július 26.     | 93 éves | 1998. február 21.                     | II. János Pál pápa | PRE  | San Pietro in Montorio                                            |
|         |       | Beniamino Stella                                                           | a Kléruskongregáció nyugalmazott prefektusa | Olaszország               | 1941. augusztus 18.  | 83 éves | 2014. február 22.                     | Ferenc pápa        | PÜS  | Porto-Santa Rufina                                                |
|         |       | Alberto Suárez Inda                                                        | a Moreliai főegyházmegye nyugalmazott érseke | Mexikó                    | 1939. január 30.     | 86 éves | 2015. február 14.                     | Ferenc pápa        | PRE  | San Policarpo                                                     |
|         |       | Sigitas Tamkevičius SJ                                                     | a Kaunasi főegyházmegye nyugalmazott érseke | Litvánia                  | 1938. november 7.    | 86 éves | 2019. október 5.                      | Ferenc pápa        | PRE  | Sant’Angela Merici                                                |
|         |       | Silvano Maria Tomasi CS                                                    | a Máltai Lovagrend különleges küldötte, az ENSZ Genfi Hivatala és a Kereskedelmi Világszervezet nyugalmazott szentszéki állandó képviselője | Olaszország               | 1940. október 12.    | 84 éves | 2020. november 28.                    | Ferenc pápa        | DIA  | San Nicola in Carcere                                             |
|         |       | John Tong Hon 湯漢                                                         | a Hongkongi egyházmegye nyugalmazott püspöke | Hongkong                  | 1939. július 31.     | 86 éves | 2012. február 18.                     | XVI. Benedek pápa  | PRE  | Regina Apostolorum                                                |
|         |       | Agostino Vallini                                                           | az Assisi Szent Ferenc- és Angyalos Boldogasszony-bazilika nyugalmazott pápai delegátusa, az Apostoli Szignatúra Legfelsőbb Bírósága nyugalmazott prefektusa, a Római egyházmegye nyugalmazott általános helynöke, a Lateráni bazilika nyugalmazott főpapja, a Lateráni Egyetem nyugalmazott nagykancellárja                                   | Olaszország               | 1940. április 17.    | 85 éves | 2006. március 24.                     | XVI. Benedek pápa  | PRE  | San Pier Damiani ai Monti di San Paolo                            |
|         |       | Antonio Maria Vegliò                                                       | a Vándorlók és Útonlevők Pápai Tanácsa nyugalmazott elnöke | Olaszország               | 1938. február 3.     | 87 éves | 2012. február 18.                     | XVI. Benedek pápa  | PRE  | San Cesareo in Palatio                                            |
|         |       | Fernando Vérgez Alzaga L.C.                                                | a Vatikánvárosi Állam Pápai Bizottságának nyugalmazott elnöke, Vatikánvárosi Állam Kormányzóságának nyugalmazott elnöke, a Megszentelt Élet Intézményeinek és az Apostoli Élet Társaságainak Dikasztériuma, a Bizalmas Ügyek Bizottsága, valamint a Bíborosi Tanács tagja                                                                      | Spanyolország             | 1945. március 1.     | 80 éves | 2022. augusztus 27.                   | Ferenc pápa        | DIA  | Santa Maria della Mercede e Sant’Adriano a Villa Albani           |
|         |       | Giuseppe Versaldi                                                          | a Szeplőtelen Fogantatás Fiainak Kongregációja apostoli delegátusa, a Katolikus Nevelésügyi Kongregáció nyugalmazott prefektusa, a Pápai Gergely Egyetem nyugalmazott nagykancellárja, az Apostoli Szignatúra Legfelsőbb Bírósága tagja | Olaszország               | 1943. július 30.     | 82 éves | 2012. február 18.                     | XVI. Benedek pápa  | PRE  | Sacro Cuore di Gesù a Castro Pretorio                             |
|         |       | Luis Héctor Villalba                                                       | a Tucumáni főegyházmegye nyugalmazott érseke | Argentína                 | 1934. október 11.    | 90 éves | 2015. február 14.                     | Ferenc pápa        | PRE  | San Girolamo a Corviale                                           |
|         |       | Emmanuel Wamala                                                            | a Kampalai főegyházmegye nyugalmazott érseke | Uganda                    | 1926. december 15.   | 98 éves | 1994. november 26.                    | II. János Pál pápa | PRE  | Sant’Ugo                                                          |
|         |       | Friedrich Wetter                                                           | a München-Freisingi főegyházmegye nyugalmazott érseke | Németország               | 1928. február 20.    | 97 éves | 1985. május 25.                       | II. János Pál pápa | PRE  | Santo Stefano al Monte Celio                                      |
|         |       | Donald William Wuerl                                                       | a Washingtoni főegyházmegye nyugalmazott érseke | Amerikai Egyesült Államok | 1940. november 12.   | 84 éves | 2010. november 20.                    | XVI. Benedek pápa  | PRE  | San Pietro in Vincoli                                             |
|         |       | Andrew Yeom Soo-Jung 염수정 廉洙政 (Jom Szudzsong)                         | a Szöuli főegyházmegye nyugalmazott érseke, a Pyong-Yang egyházmegye nyugalmazott apostoli kormányzója | Dél-Korea                 | 1943. december 5.    | 81 éves | 2014. február 22.                     | Ferenc pápa        | PRE  | San Crisogono                                                     |
|         |       | Joseph Zen Ze-kiun S.D.B. 陳日君 陈日君 Chén Rìjūn, Csen Zse-csun          | a Hongkongi egyházmegye nyugalmazott püspöke | Hongkong                  | 1932. január 13.     | 93 éves | 2006. március 24.                     | XVI. Benedek pápa  | PRE  | Santa Maria Madre del Redentore a Tor Bella Monaca                |
|         |       | Jean Zerbo                                                                 | a Bamakói főegyházmegye nyugalmazott érseke | Mali                      | 1943. december 27.   | 81 éves | 2017. június 28.                      | Ferenc pápa        | PRE  | Sant’Antonio da Padova in Via Tuscolana                           |
|         |       | Gabriel Zubeir Wako                                                        | a Kartúmi főegyházmegye nyugalmazott érseke | Szudán                    | 1941. február 27.    | 84 éves | 2003. október 21.                     | II. János Pál pápa | PRE  | Sant’Atanasio a Via Tiburtina                                     |

## A bíborosi testület változásai 2013-tól
| Dátum       | Változás oka                         | Érintett személy neve                         | Választó bíborosok száma | Nem választó bíborosok | Összes bíboros |
| ----------- | ------------------------------------ | --------------------------------------------- | ------------------------ | ---------------------- | -------------- |
| 2013.01.23. | Halálozás                            | Józef Glemp                                   | 119                      | 91                     | 210            |
| 2013.01.26. | 80. életév betöltése                 | Javier Lozano Barragán                        | 118                      | 92                     | 210            |
| 2013.02.07. | Halálozás                            | Giovanni Cheli                                | 118                      | 91                     | 209            |
| 2013.02.23. | Halálozás                            | Julien Ries                                   | 118                      | 90                     | 208            |
| 2013.02.26. | 80. életév betöltése                 | Lubomyr Husar M.S.U.                          | 117                      | 91                     | 208            |
| 2013.02.28. | Halálozás                            | Jean Marcel Honoré                            | 117                      | 90                     | 207            |
| 2013.02.28. | Sede vacante                         | Sede vacante                                  | 117                      | 90                     | 207            |
| 2013.03.05. | 80. életév betöltése                 | Walter Kasper                                 | 116                      | 91                     | 207            |
| 2013.03.13. | Pápává választás                     | Ferenc pápa                                   | 115                      | 91                     | 206            |
| 2013.03.18. | 80. életév betöltése                 | Severino Poletto                              | 114                      | 92                     | 206            |
| 2013.03.28. | 80. életév betöltése                 | Juan Sandoval Íñiguez                         | 113                      | 93                     | 206            |
| 2013.04.10. | Halálozás                            | Lorenzo Antonetti                             | 113                      | 92                     | 205            |
| 2013.06.04. | 80. életév betöltése                 | Godfried Danneels                             | 112                      | 93                     | 205            |
| 2013.06.05. | Halálozás                            | Stanislaw Kazimierz Nagy S.C.I.               | 112                      | 92                     | 204            |
| 2013.07.19. | Halálozás                            | Simon Ignatius Pimenta                        | 112                      | 91                     | 203            |
| 2013.07.28. | Halálozás                            | Ersilio Tonini                                | 112                      | 90                     | 202            |
| 2013.08.29. | Halálozás                            | Medardo Joseph Mazombwe                       | 112                      | 89                     | 201            |
| 2013.09.05. | 80. életév betöltése                 | Francisco Javier Errázuriz Ossa P. Schönstatt | 111                      | 90                     | 201            |
| 2013.09.24. | 80. életév betöltése                 | Raffaele Farina S.D.B.                        | 110                      | 91                     | 201            |
| 2013.10.19. | 80. életév betöltése                 | Gerardo Majella Agnelo                        | 109                      | 92                     | 201            |
| 2013.11.11. | Halálozás                            | Domenico Bartolucci                           | 109                      | 91                     | 200            |
| 2013.12.17. | Halálozás                            | Ricard Maria Carles Gordó                     | 109                      | 90                     | 199            |
| 2013.12.25. | 80. életév betöltése                 | Joachim Meisner                               | 108                      | 91                     | 199            |
| 2014.01.01. | 80. életév betöltése                 | Raúl Eduardo Vela Chiriboga                   | 107                      | 92                     | 199            |
| 2014.01.30. | 80. életév betöltése                 | Giovanni Battista Re                          | 106                      | 93                     | 199            |
| 2014.02.22. | Bíborosi kinevezések (konzisztórium) | Bíborosi kinevezések (konzisztórium)          | 122                      | 96                     | 218            |
| 2014.03.05. | 80. életév betöltése                 | Jean-Baptiste Pham Minh Mân                   | 121                      | 97                     | 218            |
| 2014.03.12. | Halálozás                            | José da Cruz Policarpo                        | 120                      | 97                     | 217            |
| 2014.03.14. | 80. életév betöltése                 | Dionigi Tettamanzi                            | 119                      | 98                     | 217            |
| 2014.04.09. | Halálozás                            | Emmanuel III Karim Delly                      | 119                      | 97                     | 216            |
| 2014.05.12. | Halálozás                            | Marco Cé                                      | 119                      | 96                     | 215            |
| 2014.05.28. | 80. életév betöltése                 | Francesco Monterisi                           | 118                      | 97                     | 215            |
| 2014.06.02. | Halálozás                            | Duraisamy Simon Lourdusamy                    | 118                      | 96                     | 214            |
| 2014.06.10. | Halálozás                            | Bernard Agré                                  | 118                      | 95                     | 213            |
| 2014.07.27. | Halálozás                            | Francesco Marchisano                          | 118                      | 94                     | 212            |
| 2014.08.03. | Halálozás                            | Edward Bede Clancy                            | 118                      | 93                     | 211            |
| 2014.08.08. | 80. életév betöltése                 | Claudio Hummes O.F.M.                         | 117                      | 94                     | 211            |
| 2014.08.20. | Halálozás                            | Edmund Casimir Szoka                          | 117                      | 93                     | 210            |
| 2014.08.23. | 80. életév betöltése                 | Carlos Amigo Vallejo O.F.M.                   | 116                      | 94                     | 210            |
| 2014.09.01. | 80. életév betöltése                 | Paolo Sardi                                   | 115                      | 95                     | 210            |
| 2014.09.05. | 80. életév betöltése                 | Paul Josef Cordes                             | 114                      | 96                     | 210            |
| 2014.09.23. | 80. életév betöltése                 | Franc Rodé C.M.                               | 113                      | 97                     | 210            |
| 2014.11.22. | Halálozás                            | Fiorenzo Angelini                             | 113                      | 96                     | 209            |
| 2014.12.02. | 80. életév betöltése                 | Tarcisio Bertone S.D.B.                       | 112                      | 97                     | 209            |
| 2014.12.09  | Halálozás                            | Jorge María Mejía                             | 112                      | 96                     | 208            |
| 2014.12.20  | 80. életév betöltése                 | Julius Riyadi Darmaatmadja SJ                 | 112                      | 97                     | 208            |
| 2015.01.03. | 80. életév betöltése                 | Giovanni Lajolo                               | 111                      | 98                     | 208            |
| 2015.02.10  | Halálozás                            | Karl Josef Becker SJ                          | 111                      | 97                     | 207            |
| 2015.02.14. | Bíborosi kinevezések (konzisztórium) | Bíborosi kinevezések (konzisztórium)          | 125                      | 102                    | 227            |
| 2015.03.05. | Halálozás                            | Edward Michael Egan                           | 125                      | 101                    | 226            |
| 2015.03.18. | 80. életév betöltése                 | Antonios Naguib                               | 124                      | 102                    | 226            |
| 2015.03.20. | Lemondás                             | Keith Michael Patrick O'Brien                 | 123                      | 103                    | 226            |
| 2015.04.08. | Halálozás                            | Jean-Claude Turcotte                          | 122                      | 103                    | 225            |
| 2015.04.18. | Halálozás                            | Roberto Tucci                                 | 122                      | 102                    | 224            |
| 2015.04.17. | Halálozás                            | Francis Eugene George O.M.I.                  | 121                      | 102                    | 223            |
| 2015.04.19. | 80. életév betöltése                 | Justin Francis Rigali                         | 120                      | 103                    | 223            |
| 2015.04.29. | Halálozás                            | Giovanni Canestri                             | 120                      | 102                    | 222            |
| 2015.07.10. | Halálozás                            | Giacomo Biffi                                 | 120                      | 101                    | 221            |
| 2015.07.23. | Halálozás                            | William Wakefield Baum                        | 120                      | 100                    | 220            |
| 2015.08.17. | Halálozás                            | Paskai László Pacifik O.F.M                   | 120                      | 99                     | 219            |
| 2015.09.19. | 80. életév betöltése                 | Velasio De Paolis C.S.                        | 119                      | 100                    | 219            |
| 2015.09.21. | 80. életév betöltése                 | Santos Abril y Castelló                       | 118                      | 101                    | 219            |
| 2015.10.24. | Halálozás                            | Ján Chryzostom Korec, S.J.                    | 118                      | 100                    | 218            |
| 2015.12.09. | Halálozás                            | Julio Terrazas Sandoval                       | 117                      | 100                    | 217            |
| 2015.12.09. | Halálozás                            | Carlo Furno                                   | 117                      | 99                     | 216            |
| 2016.02.27. | 80. életév betöltése                 | Roger Michael Mahony                          | 116                      | 100                    | 216            |
| 2016.03.31. | Halálozás                            | Georges Marie Martin Cottier O.P.             | 116                      | 99                     | 215            |
| 2016.04.14. | 80. életév betöltése                 | Ivan Dias                                     | 115                      | 100                    | 215            |
| 2016.05.16. | Halálozás                            | Giovanni Coppa                                | 115                      | 99                     | 214            |
| 2016.05.16. | 80. életév betöltése                 | Karl Lehmann                                  | 114                      | 100                    | 214            |
| 2016.05.26. | Halálozás                            | Loris Francesco Capovilla                     | 114                      | 99                     | 213            |
| 2016.06.15. | 80. életév betöltése                 | William Joseph Levada                         | 113                      | 100                    | 213            |
| 2016.06.16. | 80. életév betöltése                 | Anthony Olubunmi Okogie                       | 112                      | 101                    | 213            |
| 2016.07.09. | Halálozás                            | Silvano Piovanelli                            | 112                      | 100                    | 212            |
| 2016.08.02. | Halálozás                            | Franciszek Macharski                          | 112                      | 99                     | 211            |
| 2016.08.24. | 80. életév betöltése                 | Antonio María Rouco Varela                    | 111                      | 100                    | 211            |
| 2016.10.18. | 80. életéve betöltése                | Jaime Lucas Ortega y Alamino                  | 110                      | 101                    | 211            |
| 2016.10.31. | 80. életév betöltése                 | Nicolás de Jesús López Rodríguez              | 109                      | 102                    | 211            |
| 2016.11.18. | 80. életév betlötése                 | Ennio Antonelli                               | 108                      | 103                    | 211            |
| 2016.11.19. | Bíborosi kinevezések (konzisztórium) | Bíborosi kinevezések (konzisztórium)          | 121                      | 107                    | 228            |
| 2016.11.28. | 80. életév betöltées                 | Théodore-Adrien Sarr                          | 120                      | 108                    | 228            |
| 2016.12.14. | Halálozás                            | Paulo Evaristo Arns O.F.M.                    | 120                      | 107                    | 227            |
| 2017.01.13  | Halálozás                            | Gilberto Agustoni                             | 120                      | 106                    | 226            |
| 2017.02.01. | 80. életév betöltése                 | Audrys Juozas Bačkis                          | 119                      | 107                    | 226            |
| 2017.02.15. | 80. életév betöltése                 | Raymundo Damasceno Assis                      | 118                      | 108                    | 226            |
| 2017.02.21. | Halálozás                            | Desmond Connell                               | 118                      | 107                    | 225            |
| 2017.03.16. | 80. életév betöltése                 | Attilio Nicora                                | 117                      | 108                    | 225            |
| 2017.03.18. | Halálozás                            | Miloslav Vlk                                  | 117                      | 107                    | 224            |
| 2017.03.23  | Halálozás                            | William Henry Keeler                          | 117                      | 106                    | 223            |
| 2017.04.22. | Halálozás                            | Attilio Nicora                                | 117                      | 105                    | 222            |
| 2017.04.29  | 80. életév betöltése                 | Lluís Martínez Sistach                        | 116                      | 106                    | 222            |
| 2017.05.31. | Halálozás                            | Lubomyr Husar M.S.U.                          | 116                      | 105                    | 221            |
| 2017.06.19. | Halálozás                            | Ivan Cornelius Dias                           | 116                      | 104                    | 220            |
| 2017.06.28. | Bíborosi kinevezések (konzisztórium) | Bíborosi kinevezések (konzisztórium)          | 121                      | 104                    | 225            |
| 2017.07.05. | Halálozás                            | Joachim Meisner                               | 121                      | 103                    | 224            |
| 2017.08.05. | Halálozás                            | Dionigi Tettamanzi                            | 121                      | 102                    | 223            |
| 2017.09.01. | Halálozás                            | Cormac Murphy-O'Connor                        | 121                      | 101                    | 222            |
| 2017.09.06. | Halálozás                            | Carlo Caffarra                                | 120                      | 101                    | 221            |
| 2017.09.09. | Halálozás                            | Velasio De Paolis C.S.                        | 120                      | 100                    | 220            |
| 2017.10.18. | Halálozás                            | Ricardo Jamin Vidal                           | 120                      | 99                     | 219            |
| 2017.11.12. | Halálozás                            | Bernard Louis Auguste Paul Panafieu           | 120                      | 98                     | 218            |
| 2017.11.19. | Halálozás                            | Andrea Cordero Lanza di Montezemolo           | 120                      | 97                     | 217            |
| 2017.12.20. | Halálozás                            | Bernard Francis Law                           | 120                      | 96                     | 216            |
| 2018.02.03. | 80. életév betöltése                 | Antonio Maria Veglió                          | 119                      | 97                     | 216            |
| 2018.02.20. | 80. életév betöltése                 | Paolo Romeo                                   | 118                      | 98                     | 216            |
| 2018.03.06. | 80. életév betöltése                 | Francesco Coccopalmerio                       | 117                      | 99                     | 216            |
| 2018.03.11. | Halálozás                            | Karl Lehmann                                  | 117                      | 98                     | 215            |
| 2018.03.17. | 80. életév betöltése                 | Keith Michael Patrick O'Brien                 | 117                      | 98                     | 215            |
| 2018.03.19. | Halálozás                            | Keith Michael Patrick O'Brien                 | 117                      | 97                     | 214            |
| 2018.03.29. | 80. életév betöltése                 | Manuel Monteiro de Castro                     | 116                      | 98                     | 214            |
| 2018.04.01. | 80. életév betöltése                 | Pierre Nguyen Van Nhon                        | 115                      | 99                     | 214            |
| 2018.05.18. | Halálozás                            | Darío Castrillón Hoyos                        | 115                      | 98                     | 213            |
| 2018.06.03. | Halálozás                            | Miguel Obando Bravo S.D.B.                    | 115                      | 97                     | 212            |
| 2018.06.08. | 80. életév betöltése                 | Angelo Amato S.D.B.                           | 114                      | 98                     | 212            |
| 2018.06.28. | Bíborosi kinevezések (konzisztórium) | Bíborosi kinevezések (konzisztórium)          | 125                      | 101                    | 226            |
| 2018.07.05. | Halálozás                            | Jean-Louis Pierre Tauran                      | 124                      | 101                    | 225            |
| 2018.07.28. | Lemondás                             | Theodore Edgar McCarrick                      | 124                      | 100                    | 224            |
| 2019.01.24. | Halálozás                            | Fernando Sebastián Aguilar C.M.F.             | 124                      | 99                     | 223            |
| 2019.01.30. | 80. életév betöltése                 | Alberto Suarez Inda                           | 123                      | 100                    | 223            |
| 2019.03.11. | 80. életév betöltése                 | Orlando Beltran Quevedo O.M.I.                | 122                      | 101                    | 223            |
| 2019.03.14. | Halálozás                            | Godfried Danneels                             | 122                      | 100                    | 222            |
| 2019.04.08. | 80. életév betöltése                 | Edwin Frederick O'Brien                       | 121                      | 101                    | 222            |
| 2019.04.27. | 80. életév betöltése                 | Stanislaw Dziwisz                             | 120                      | 102                    | 222            |
| 2019.05.12. | Halálozás                            | Nasrallah Boutros Sfeir                       | 120                      | 101                    | 221            |
| 2019.06.05. | Halálozás                            | Elio Sgreccia                                 | 120                      | 100                    | 220            |
| 2019.07.13. | Halálozás                            | Paolo Sardi                                   | 120                      | 99                     | 219            |
| 2019.07.21. | Halálozás                            | José Manuel Estepa Llaurens                   | 120                      | 98                     | 218            |
| 2019.07.26. | Halálozás                            | Jaime Lucas Ortega y Alamino                  | 120                      | 97                     | 217            |
| 2017.07.31. | 80. életév betöltése                 | John Tong Hon                                 | 119                      | 98                     | 217            |
| 2019.08.11. | Halálozás                            | Sergio Obeso Rivera                           | 119                      | 97                     | 216            |
| 2019.08.16. | 80. életév betöltése                 | Seán Baptist Brady                            | 118                      | 98                     | 216            |
| 2019.08.29. | Halálozás                            | Achille Silvestrini                           | 118                      | 97                     | 215            |
| 2019.09.03. | Halálozás                            | José de Jesús Pimiento Rodriguez              | 118                      | 96                     | 214            |
| 2019.09.04. | Halálozás                            | Roger Marie Élie Etchegaray                   | 118                      | 95                     | 213            |
| 2019.09.26. | Halálozás                            | William Joseph Levada                         | 118                      | 94                     | 212            |
| 2019.10.05. | Bíborosi kinevezések (konzisztórium) | Bíborosi kinevezések (konzisztórium)          | 128                      | 97                     | 225            |
| 2019.10.07. | 80. életév betöltése                 | Laurent Monsengwo Pasinya                     | 127                      | 98                     | 225            |
| 2019.10.08. | Halálozás                            | Serafim Fernandes de Araújo                   | 127                      | 97                     | 224            |
| 2019.10.11. | 80. életév betöltése                 | Zenon Grocholewski                            | 126                      | 98                     | 224            |
| 2019.10.14. | 80. életév betöltése                 | Edoardo Menichelli                            | 125                      | 99                     | 224            |
| 2019.10.15. | 80. életév betöltése                 | Telesphore Placidus Toppo                     | 124                      | 100                    | 224            |
| 2019.12.30. | Halálozás                            | Prospero (Stanley) Grech O.S.A.               | 124                      | 99                     | 223            |
| 2020.02.25. | 80. életév betöltése                 | Béchara Boutros Räi O.M.M.                    | 123                      | 100                    | 223            |
| 2020.04.17. | 80. életév betöltése                 | Agostino Vallini                              | 122                      | 101                    | 223            |
| 2020.05.12  | Halálozás                            | Renato Corti                                  | 122                      | 100                    | 222            |
| 2020.07.17  | Halálozás                            | Zenon Grocholewski                            | 122                      | 99                     | 221            |
| 2020.09.02. | Halálozás                            | Adrianus Johannes Simonis                     | 122                      | 98                     | 220            |
| 2020.09.05. | Halálozás                            | Marian Jaworski                               | 122                      | 97                     | 219            |
| 2020.09.24. | Lemondás                             | Giovanni Angelo Becciu                        | 121                      | 98                     | 219            |
| 2020.09.29. | 80. életév betöltése                 | Lorenzo Baldisseri                            | 120                      | 99                     | 219            |
| 2020.10.28. | Halálozás                            | Anthony Soter Fernandez                       | 120                      | 98                     | 218            |
| 2020.11.12. | 80. életév betöltése                 | Donald William Wuerl                          | 119                      | 99                     | 218            |
| 2020.11.15. | Halálozás                            | Raúl Eduardo Vela Chriboga                    | 119                      | 98                     | 217            |
| 2020.11.16. | Halálozás                            | Henryk Roman Gulbinowicz                      | 119                      | 97                     | 216            |
| 2020.11.28. | Bíborosi kinevezések (konzisztórium) | Bíborosi kinevezések (konzisztórium)          | 128                      | 101                    | 229            |
| 2021.01.07. | Halálozás                            | Henri Schwery                                 | 128                      | 100                    | 228            |
| 2021.01.13. | Halálozás                            | Eusébio Oscar Scheid S.C.I.                   | 128                      | 99                     | 227            |
| 2021.02.27. | 80. életév betöltése                 | Gabriel Zubeir Wako                           | 127                      | 100                    | 227            |
| 2021.03.08. | 80. életév betöltése                 | Wilfrid Fox Napier O.F.M.                     | 126                      | 101                    | 227            |
| 2021.04.02. | Halálozás                            | Christian Wiyghan Tumi                        | 126                      | 100                    | 226            |
| 2021.04.10. | Halálozás                            | Edward Idris Cassidy                          | 126                      | 99                     | 225            |
| 2021.04.17. | Halálozás                            | Sebastian Koto Khorai O.M.I.                  | 126                      | 98                     | 224            |
| 2021.04.27. | Halálozás                            | Nicholas Cheong Jin-Suk                       | 126                      | 97                     | 223            |
| 2021.05.29. | Halálozás                            | Cornelius Sim                                 | 125                      | 97                     | 222            |
| 2021.06.08. | 80. életév betöltése                 | George Pell                                   | 124                      | 98                     | 222            |
| 2021.07.11. | Halálozás                            | Laurent Monsengwo Pasinya                     | 124                      | 97                     | 221            |
| 2021.07.19. | 80. életév betöltése                 | Maurice Piat C.S.Sp.                          | 123                      | 98                     | 221            |
| 2021.07.29. | Halálozás                            | Albert Vanhoye SJ                             | 123                      | 97                     | 220            |
| 2021.08.10. | Halálozás                            | Eduardo Martínez Somalo                       | 123                      | 96                     | 219            |
| 2021.08.18. | 80. életév betöltése                 | Beniamino Stella                              | 122                      | 97                     | 219            |
| 2021.09.23. | Halálozás                            | Jorge Liberato Urosa Savino                   | 121                      | 97                     | 218            |
| 2021.09.26. | Halálozás                            | José Freire Falcão                            | 121                      | 96                     | 217            |
| 2021.09.29. | Halálozás                            | Alexandre José Maria dos Santos O.F.M.        | 121                      | 95                     | 216            |
| 2021.10.03. | Halálozás                            | Jorge Arturo Augustin Medina Estévez          | 121                      | 94                     | 215            |
| 2021.11.07. | 80. életév betöltése                 | Angelo Scola                                  | 120                      | 95                     | 215            |
| 2022.01.05. | Halálozás                            | Francisco Álvarez Martínez                    | 120                      | 94                     | 214            |
| 2022.01.07. | 80. életév betöltése                 | Ricardo Ezzati Andrello                       | 119                      | 95                     | 214            |
| 2022.02.16. | Halálozás                            | Luigi de Magistris                            | 119                      | 94                     | 213            |
| 2022.03.05. | Halálozás                            | Agostino Cacciavillan                         | 119                      | 93                     | 212            |
| 2022.03.28. | Halálozás                            | Antonios Naguib                               | 119                      | 92                     | 211            |
| 2022.04.07. | 80. életév betöltése                 | Gaultiero Bassetti                            | 118                      | 93                     | 211            |
| 2022.04.13. | 80. életév betöltése                 | Ricardo Blázquez Pérez                        | 117                      | 94                     | 211            |
| 2022.04.20. | Halálozás                            | Javier Lozano Barragán                        | 117                      | 93                     | 210            |
| 2022.04.27. | Halálozás                            | Carlos Amigo Vallejo O.F.M.                   | 117                      | 92                     | 209            |
| 2022.05.27. | Halálozás                            | Angelo Sodano                                 | 117                      | 91                     | 208            |
| 2022.06.06. | 80. életév betöltése                 | Norberto Rivera Carrera                       | 116                      | 92                     | 208            |
| 2022.07.04. | Halálozás                            | Cláudio Aury Affonso Hummes O.F.M.            | 116                      | 91                     | 207            |
| 2022.08.08. | Halálozás                            | Jozef Tomko                                   | 116                      | 90                     | 206            |
| 2022.08.27. | Bíborosi kinevezések (konzisztórium) | Bíborosi kinevezések (konzisztórium)          | 132                      | 94                     | 226            |
| 2022.09.03. | 80. életév betöltése                 | Gregorio Rosa Chávez                          | 131                      | 95                     | 226            |
| 2022.09.22. | 80. életév betöltése                 | Jesús Rubén Salazar Gómez                     | 130                      | 96                     | 226            |
| 2022.10.01. | 80. életév betöltése                 | Giuseppe Bertello                             | 129                      | 97                     | 226            |
| 2022.10.18. | 80. életév betöltése                 | Gianfranco Ravasi                             | 128                      | 98                     | 226            |
| 2022.11.07. | 80. életév betöltése                 | André Armand Vingt-Trois                      | 127                      | 99                     | 226            |
| 2022.11.27. | Halálozás                            | Richard Kuuia Baawobr M.Afr.                  | 126                      | 99                     | 225            |
| 2022.12.17. | Halálozás                            | Severino Poletto                              | 126                      | 98                     | 224            |
| 2022.12.29. | 80. életév betöltése                 | Óscar Andrés Rodríguez Maradiaga S.D.B.       | 125                      | 99                     | 224            |
| 2023.01.10. | Halálozás                            | George Pell                                   | 125                      | 98                     | 223            |
| 2023.01.14. | 80. életév betöltése                 | Angelo Bagnasco                               | 124                      | 99                     | 223            |
| 2023.02.03. | 80. életév betöltése                 | Domenico Calcagno                             | 123                      | 100                    | 223            |
| 2023.03.26. | Halálozás                            | Karl-Josef Rauber                             | 123                      | 99                     | 222            |
| 2023.04.26. | 80. életév betöltése                 | Dominik Jaroslav Duka O.P.                    | 122                      | 100                    | 222            |
| 2023.06.02. | 80. életév betöltése                 | Crescenzio Sepe                               | 121                      | 101                    | 222            |
| 2023.07.30. | 80. életév betöltése                 | Giuseppe Versaldi                             | 120                      | 102                    | 222            |
| 2023.08.26. | Halálozás                            | Geraldo Majella Agnelo                        | 120                      | 101                    | 221            |
| 2023.09.17. | 80. életév betöltése                 | Angelo Comastri                               | 119                      | 102                    | 221            |
| 2023.09.30. | Bíborosi kinevezések (konzisztórium) | Bíborosi kinevezések (konzisztórium)          | 137                      | 105                    | 242            |
| 2023.10.01. | 80. életév betöltése                 | Patrick D’Rozario C.S.C.                      | 136                      | 106                    | 242            |
| 2023.10.04. | Halálozás                            | Telesphore Placidus Toppo                     | 136                      | 105                    | 241            |
| 2023.11.18. | 80. életév betöltése                 | Leonardo Sandri                               | 135                      | 106                    | 241            |
| 2023.12.05. | 80. életév betöltése                 | Andrew Yeom Soo-Jung                          | 134                      | 107                    | 241            |
| 2023.12.22. | Halálozás                            | Thomas Stafford Williams                      | 134                      | 106                    | 240            |
| 2023.12.27. | 80. életév betöltése                 | Jean Zerbo                                    | 133                      | 107                    | 240            |
| 2023.12.28. | 80. életév betöltése                 | Juan Luis Cipriani Thorne                     | 132                      | 108                    | 240            |
| 2024.01.16. | Halálozás                            | Sergio Sebastiani                             | 132                      | 107                    | 239            |
| 2024.01.29. | 80. életév betöltése                 | John Olorunfemi Onaiyekan                     | 131                      | 108                    | 239            |
| 2024.02.12. | 80. életév betöltése                 | Pedro Ricardo Barreto Jimeno S.J.             | 130                      | 109                    | 239            |
| 2024.02.24. | 80. életév betöltése                 | José Luis Lacunza Maestrojuán O.A.R.          | 129                      | 110                    | 239            |
| 2024.03.15. | Halálozás                            | Paul Josef Cordes                             | 129                      | 109                    | 238            |
| 2024.04.08. | 80. életév betöltése                 | Louis-Marie Ling Mangkhanekhoun I.V.D.        | 128                      | 110                    | 238            |
| 2024.04.15. | Halálozás                            | Pedro Rubiano Sàenz                           | 128                      | 109                    | 237            |
| 2024.04.19. | 80. életév betöltése                 | Luis Francisco Ladaria Ferrer S.J.            | 127                      | 110                    | 237            |
| 2024.05.30. | Halálozás                            | Kelvin Edward Felix                           | 127                      | 109                    | 236            |
| 2024.06.08. | 80. életév betöltése                 | Marc Armand Ouellet P.S.S.                    | 126                      | 110                    | 236            |
| 2024.06.29. | 80. életév betöltése                 | Seán Patrick O’Malley O.F.M. Cap.             | 125                      | 111                    | 236            |
| 2024.08.05. | 80. életév betöltése                 | Polycarp Pengo                                | 124                      | 112                    | 236            |
| 2024.09.15. | 80. életév betöltése                 | Mauro Piacenza                                | 123                      | 113                    | 236            |
| 2024.09.25. | 80. életév betöltése                 | Jean-Pierre Bernard Ricard                    | 122                      | 114                    | 236            |
| 2024.09.28. | Halálozás                            | Alexandre do Nascimento                       | 122                      | 113                    | 235            |
| 2024.10.10. | 80. életév betöltése                 | Baltazar Enrique Porras Cardozo               | 121                      | 114                    | 235            |
| 2024.10.20. | Halálozás                            | Eugenio Dal Corso P.S.D.P.                    | 121                      | 113                    | 234            |
| 2024.10.28. | Halálozás                            | Renato Raffaele Martino                       | 121                      | 112                    | 233            |
| 2024.11.25. | Halálozás                            | Miguel Ángel Ajuso Guixot M.C.C.J.            | 120                      | 112                    | 232            |
| 2024.12.07. | Bíborosi kinevezések (konzisztórium) | Bíborosi kinevezések (konzisztórium)          | 140                      | 113                    | 253            |
| 2024.12.24. | 80. életév betöltése                 | Oswald Gracias                                | 139                      | 114                    | 253            |
| 2024.12.31. | Halálozás                            | Angelo Amato S.D.B.                           | 139                      | 113                    | 252            |
| 2025.01.22. | 80. életév betöltése                 | Christoph Schönborn O.P.                      | 138                      | 114                    | 252            |
| 2025.03.01. | 80. életév betöltése                 | Fernando Vérgez Alzaga L.C.                   | 137                      | 115                    | 252            |
| 2025.04.03. | Halálozás                            | Theodore Edgar McCarrick                      | 137                      | 115                    | 252            |
| 2025.04.06. | 80. életév betöltése                 | Celestino Aós Braco O.F.M. Cap.               | 136                      | 116                    | 252            |
| 2025.04.19. | 80. életév betöltése                 | George Alencherry                             | 135                      | 117                    | 252            |
| 2025.04.21. | Sede vacante                         | Sede vacante                                  | 135                      | 117                    | 252            |
| 2025.05.08. | Pápává választás                     | XIV. Leó pápa                                 | 134                      | 117                    | 251            |
| 2025.05.16. | 80. életév betöltése                 | Carlos Osoro Sierra                           | 133                      | 118                    | 251            |
| 2025.06.15. | 80. életév betöltése                 | Robert Sarah                                  | 132                      | 119                    | 251            |
| 2025.06.30. | Halálozás                            | Luis Pascual Dri O.F.M. Cap.                  | 132                      | 118                    | 250            |
| 2025.07.04. | 80. életév betöltése                 | Stanisław Marian Ryłko                        | 131                      | 119                    | 250            |
| 2025.07.18. | Halálozás                            | André Armand Vingt-Trois                      | 131                      | 118                    | 249            |
| 2025.07.21. | 80. életév betöltése                 | Joseph Coutts                                 | 130                      | 119                    | 249            |
| 2025.08.08. | Halálozás                            | Estanislao Esteban Karlic                     | 130                      | 118                    | 248            |